# Захист грошей від підроблення

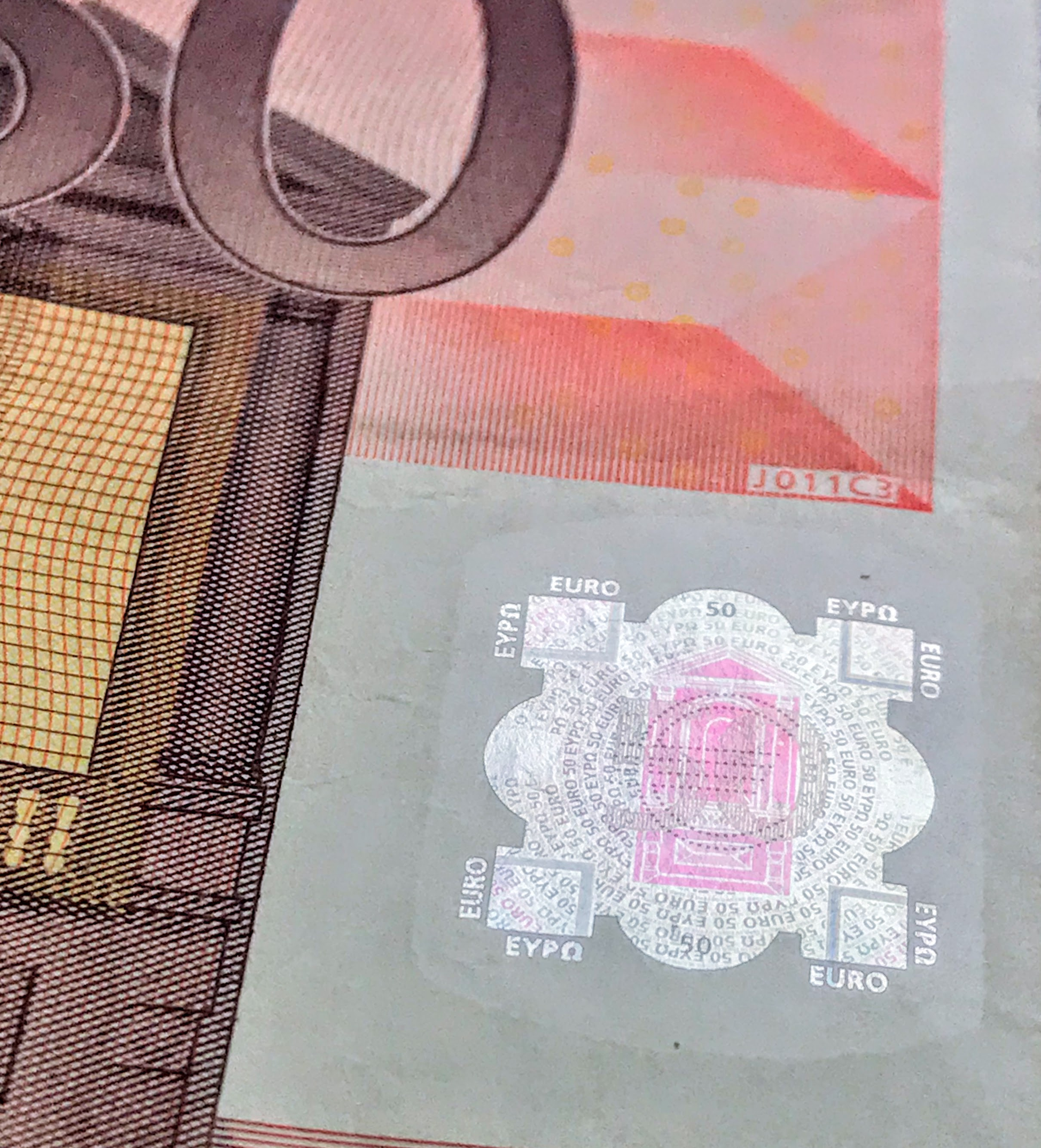
Елемент захисту банкноти 50 євро

Захист грошей від підроблення є певним елементом захисту банкнот, наділеним властивостями, що дозволяють без будь-яких сумнівів відрізняти справжні купюри від підробок. Введення великої кількості таких захисних елементів робить підробку значно більш трудомісткою або навіть неможливою. Захисні елементи створюються під час виробництва підкладки, а також за допомогою захищеної поліграфії в основному в спеціалізованих компаніях.
У світі існує понад 100 різних елементів захисту банкнот. Вони розділяються на розпізнавані людьми та машиночитні, які з'явилися в 1970-х роках одночасно з впровадженням машинної обробки банкнот. Прилюдно відома лише частина всіх захисних елементів, оскільки центральні або національні банки-емітенти зберігають відомості про найбільш цінні захисні елементи в таємниці та залишають їх для себе, щоб їх було важко наслідувати. З причин економічного характеру, а також з економії місця, кожна банкнота оснащується тільки декількома захисними елементами, при цьому для банкноти з вищою цінністю використовують спеціальні елементи захисту з вищою вартістю і додатковими характеристиками.
Попри широке поширення паперових грошей, захист монет від підробки в сучасному світі також залишається актуальним.

## Ознаки, які розпізнаються людьми
Банкноти на зразок євро і швейцарського франка мають безліч оптичних, тактильних і акустичних захисних елементів, тож люди можуть перевірити їх справжність без спеціального обладнання. Європейський центральний банк радить під час перевірки мацати - дивитися - нахиляти . Перш за все, слід перевірити тактильність банкноти (включаючи підкладку), потім оптичний дизайн і, нарешті, поведінку певних оптичних елементів під час нахилу.
З економічної точки зору, фальшивомонетники часто лише з достатньою точністю імітують окремі захисні елементи та нехтують тими, які, на їхню думку, перевіряються рідко або які вимагають більше часу на виготовлення. Таким чином, багатоступеневий підхід, як описано вище, значно підвищує ймовірність виявлення підробленої банкноти.
Щоб відрізнити підроблені гроші, потрібно добре знати вигляд справжньої банкноти та її властивості. Тому введення нової серії банкнот зазвичай супроводжується інформаційними кампаніями, які описують дизайн і основні елементи захисту, щоб ускладнити збут підробок. Тому багато центральних банків надають безплатні застосунки для мобільних пристроїв, щоб роз'яснити дизайн банкноти та розпізнавані людиною захисні елементи. Однак ці програми не призначені для того, щоб перевіряти справжність банкноти за світлиною, це лише інтерактивні інструменти, що роз'яснюють окремі елементи захисту.
Приклади застосунків для банкнот:
- Швейцарські франки з інтерактивними 3D-ефектами доповненої реальності [3]
- Малавійська квача з цікавими симуляторами ефектів нахилу і відчуття, а також інтерактивними 3D-ефектами доповненої реальності [4]
- Південноафриканський ранд як офлайн-застосунок для роз'яснення та доповненої реальності [5]
- Лілангені з Есватіні з цікавими симуляторами ефектів нахилу і відчуття, а також інтерактивними 3D-ефектами доповненої реальності [2]

### Підкладка
Банкноти друкуються на спеціальній підкладці. Банкнотний папір в основному виробляється на основі бавовняних насінин, які отримують екологічно чистим способом з відходів текстильного виробництва. Бавовняні субстрати мають ту перевагу, що вони не руйнуються під час випадкового прання та нагрівання, мають особливе «відчуття паперу» і міцніші, ніж наявні в продажі папери на основі целюлози. Точний склад паперу не оприлюднюється з міркувань захисту і продається тільки грошовим друкарням. Льон (для долара США) або банан текстильний (для японської єни) також використовуються в якості альтернативної природної сировини в субстраті.
У багатьох випадках папір для банкнот забарвлюється по-різному в залежності від номіналу, щоб ускладнити підроблення. Наприклад, у першій серії банкнот євро використовувалися сірий (5 євро), червоний (10 євро), синій (20 євро), помаранчевий (50 євро), зелений (100 євро) і жовтувато-коричневий (200 євро) кольори.
Одним з провідних виробників захищеного паперу є паперова фабрика Louisenthal, дочірня компанія Giesecke+Devrient, з виробничими потужностями в Гмунд-ам-Тегернзе і Кенігштайн (Саксонська Швейцарія). Крім того, існує безліч паперових фабрик, керованих центральними банками.
Альтернативою відновлюваним сировинам є полімерні субстрати з біаксіально-орієнтованого поліпропілену (БОПП)  . Такі пластикові банкноти демонструють кращу зносостійкість в деяких аспектах, ніж банкноти на бавовняній основі. Вони водостійкіші та більше підходять для вологих регіонів світу. Недоліком їх є те, що полімерні банкноти чутливі до тепла, а їх виробництво значно дорожче. Крім того, для них неможливі такі захисні елементи як унікальне відчуття паперу і рельєфне тиснення. Полімерні банкноти в Європі були виготовлені для румунського лея з 1999 року і для британського фунта з 2016 року. Були також окремі випуски з острова Мен і в Північній Ірландії. За межами Європи полімерні банкноти в основному зустрічаються в тропічних і субтропічних країнах, а також в Канаді (канадський долар).
Подальші розробки з 2010 року ґрунтуються на багатошарових підкладках із пластику й паперу для підвищення довговічності та об'єднання переваг паперу і пластика. До них відносяться підкладка Durasafe  швейцарської фірми Landqart з комуни Ландкварт, на якій з 2016 року друкується дев'ята серія швейцарського франка, і гібридна підкладка від паперової фабрики Louisenthal, яка використовується для деяких номіналів в Ямайці, Бутані, Південній Африці та Вірменії.

### Формат банкнот

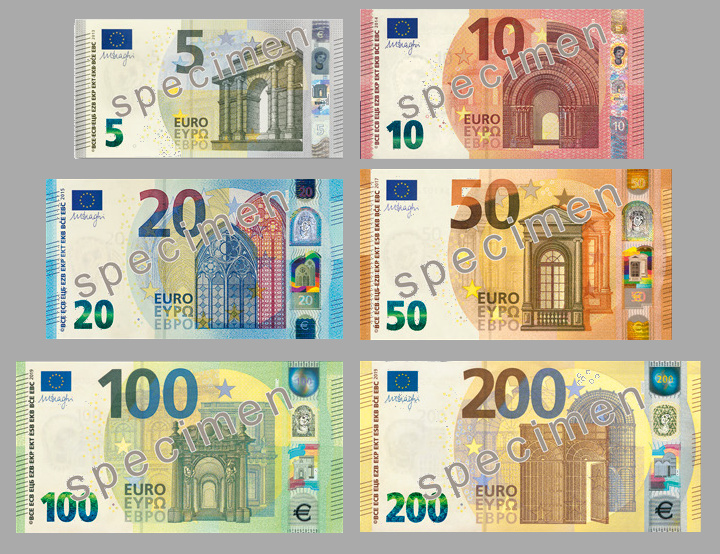
Різна довжина і ширина банкнот євро (серія ES2)

Більшість валют світу використовують різні виміри довжини та/або ширини для номіналів, менші формати для дрібніших номіналів і великі формати для великих. Уважається, що це ускладнює підроблення зі зміною номіналу. У банкнотах євро першої серії (ES1) використані формати від 120 × 62 мм (5 €) до 160 × 82 мм (500 €). У восьмій серії швейцарського франка використовувалися банкноти шириною 74 мм, що мають різні довжини від 126 до 181 мм. В цілому, у світі існує тенденція до зменшення розміру банкнот, щоб знизити виробничі витрати та знизити ризик пошкодження дрібних гаманців.
Для долара США використовується єдиний формат 66 мм × 156 мм, тож, наприклад, 5-доларову банкноту можна легко фальсифікувати в 50-доларову, додавши нуль до п'ятірки, тим більше що дизайн і колірна гамма всіх номіналів однакові.

### Серійний номер

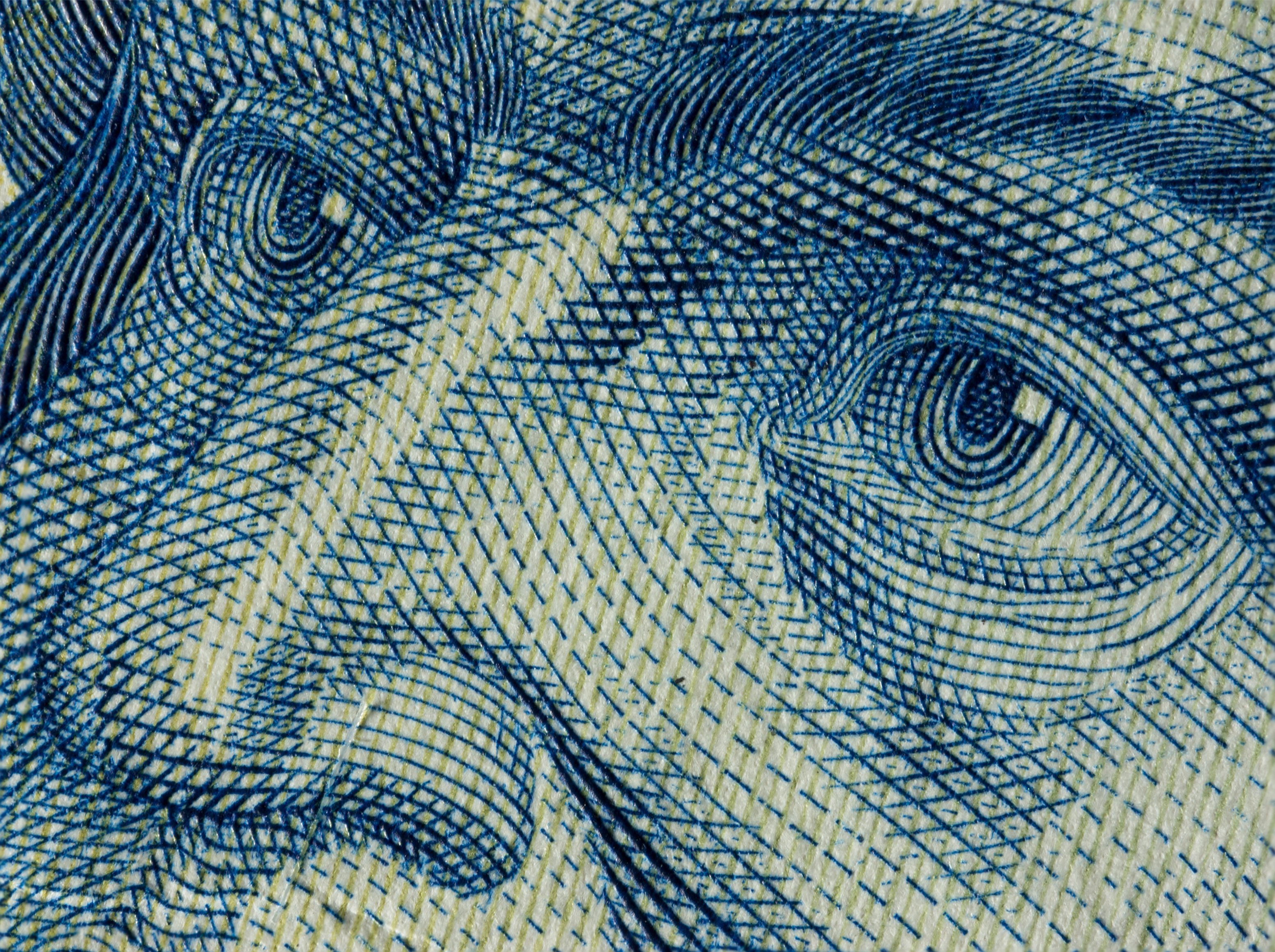
Тактильна гравюра на банкноті тисячі угорських форинтів (серія 2018)

Тактильне сприйняття за допомогою дотику особливо добре відчувається на паперових підкладках через їх шорсткість або тиснення поверхні. Для банкнот на полімерній основі (пластикових) ці ефекти виражені слабо.

#### Відчуття паперу
Особливі тактильні відчуття досягаються завдяки спеціальному складу бавовномістких волокон у підкладці. Вони значно відрізняються від тактильних відчуттів у наявної в продажу паперу для писання чи друкування на основі целюлози.

#### тиснення
Під час друку банкнот майже завжди застосовується метод металографії (Intaglio). Друкарська фарба переноситься на папір під високим тиском в кілька тисяч барів, тож створюється відчутний рельєф, і друкарська фарба глибоко проникає в папір. Європейські банкноти серії Europa (ES2) також мають короткі опуклі лінії на лівому і правому краях, що допомагає сліпим людям зі слабким зором розрізняти номінали.

#### Акустика
На звук банкнотного паперу під час її деформації впливають паперові волокна в підкладці та процес друку. Банкноти звучать «важче» звичайного паперу, особливо якщо під час їх друку застосовувалася металографія на обох сторонах і вона не є зношеною.

### Видимі елементи захисту
Основні елементи захисту (Рівень 1) можуть бути перевірені безпосередньо людиною без використання додаткових засобів. Ці елементи захисту, як правило, не використовуються під час машинного визначення справжності.

Видимі елементи захисту - це будь-які помітні елементи банкноти. Загальновідомо, що банкноти містять водяні знаки, які легко побачити на світлі, або що захисні смуги вбудовані в папір. На додаток до елементів захисту, що видно за нормального освітлення, існують інші, які змінюються в залежності від кута зору, такі як райдужні друковані фарби та плівкові елементи.

Видиме зображення банкноти
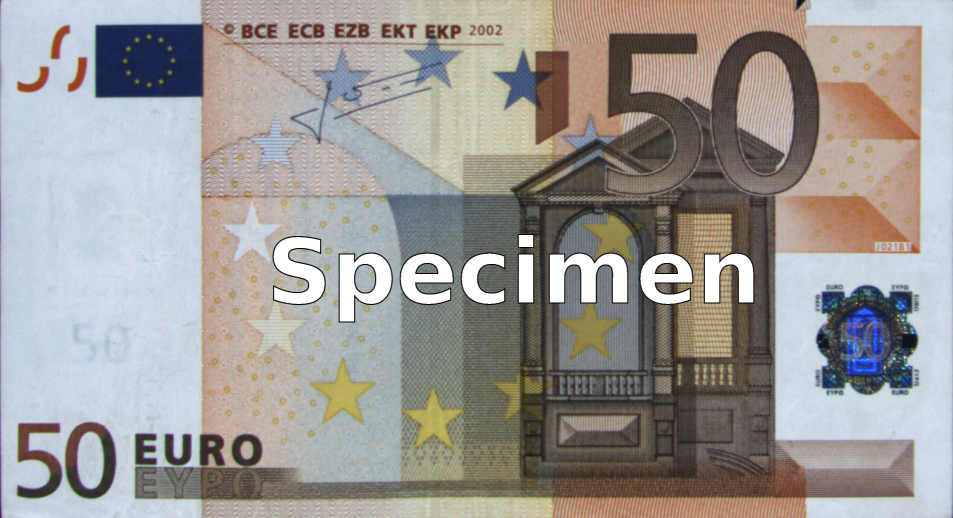
Лицьова сторона банкноти 50 євро (ES1) під білим світлом
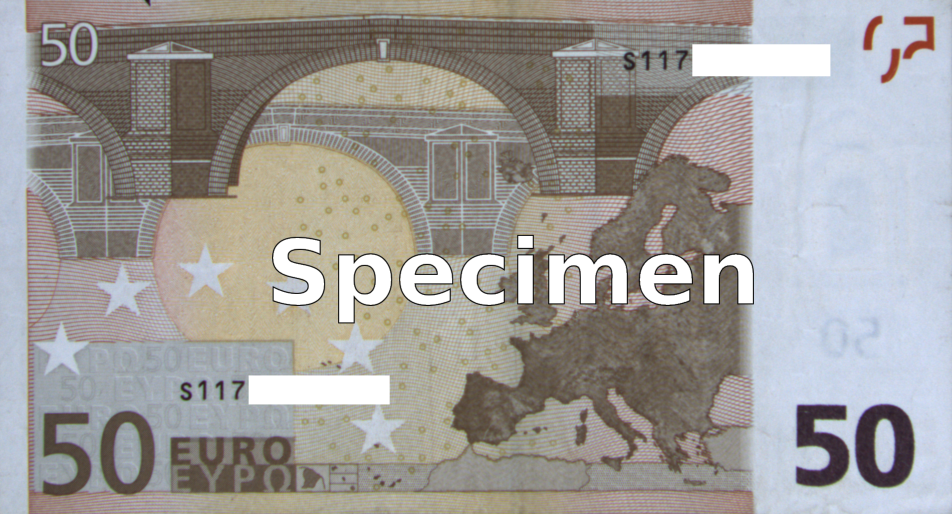
Тильна сторона банкноти 50 євро (ES1) під білим світлом
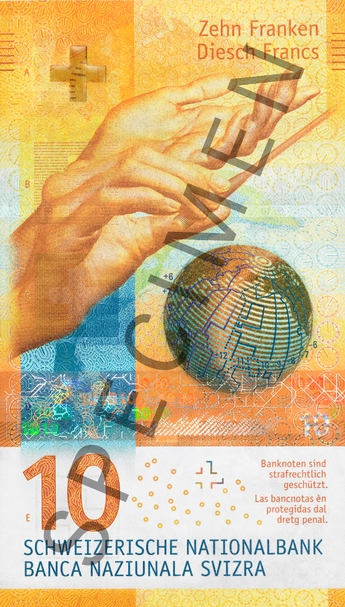
Лицьова сторона банкноти 10 франків (серія) під білим світлом
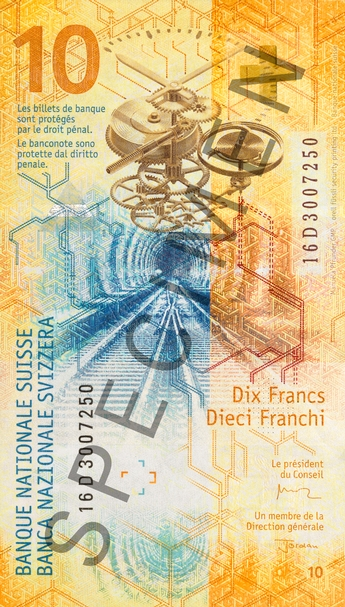
Тильна сторона банкноти 10 франків (серія) під білим світлом

#### Водяні знаки
Водяні знаки включаються в паперову підкладку при її виробництві, з використанням різної товщини паперу. Зазвичай їх можна знайти в місцях банкнот, де немає тексту або зображень. Під час погляду на просвіт тонкіші частини здаються світлішими, товстіші - темніше. Виготовлення справжніх водяних знаків досить трудомістке, і, отже, вони є дуже надійним елементом захисту.

Водяні знаки
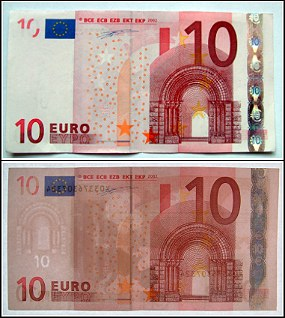
Водяні знаки на банкноті 10 євро (ES1) за різному освітлення (2002)
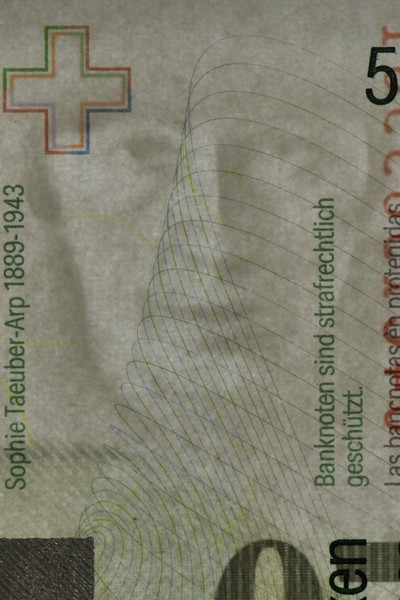
Водяні знаки на банкноті 50 швейцарських франків (серія 8) (1995)
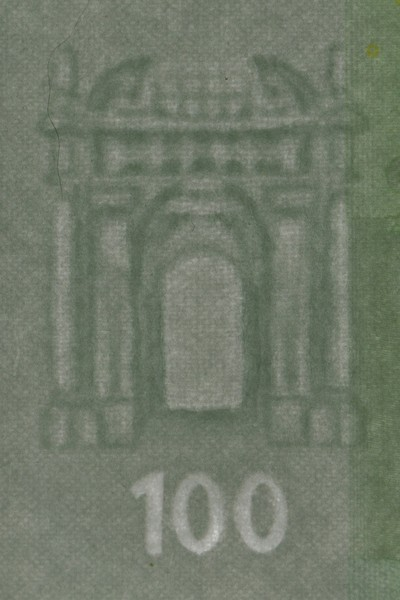
Водяні знаки на банкноті 100 євро (ES1) (2002)
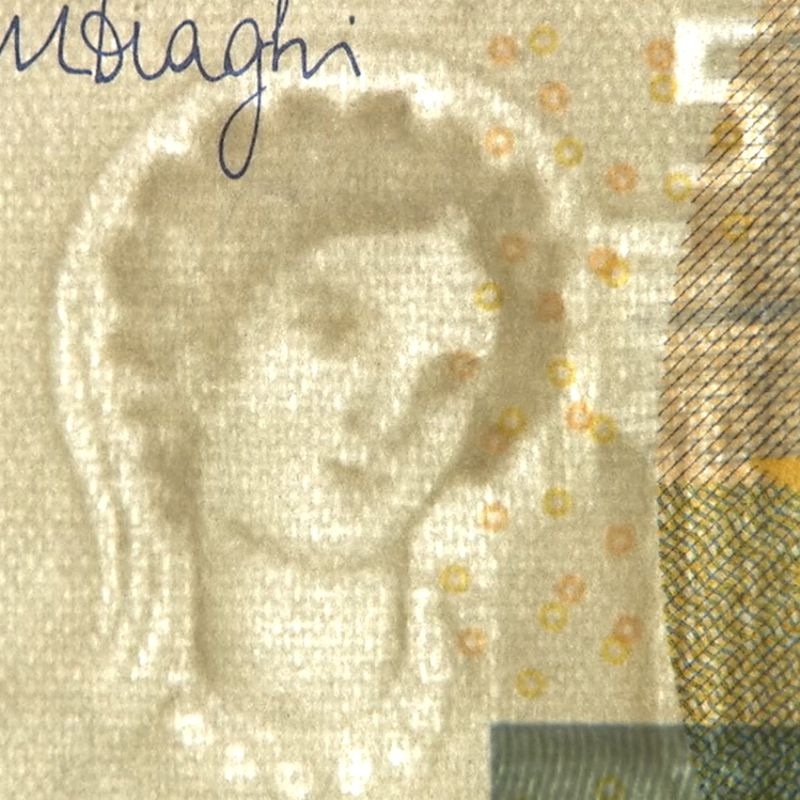
Водяні знаки на банкноті 5 євро (ES2) (2013)

#### Прозорі вікна
У банкнотах, в яких як підкладка використовуються прозорі полімери, прозорі вікна становлять собою прозорі ділянки полімерної основи, на які нанесений малюнок. Цей елемент безпеки використовувався в старих серіях болгарських банкнот номіналом 20 левів, австралійськім доларі, румунській леї, чилійській банкноті 2000 песо, мексиканських банкнотах 20 і 50 песо або деяких сінґапурських доларах. Однак, завдяки зростанню можливостей комерційно доступних струменевих принтерів зі спеціальними чорнилами для друку на пластиці, цю функцію оптичного захисту стає все легше імітувати, і, отже, вона більше не є адекватним захистом від підробок. Таким чином, новіші серії банкнот на основі полімерних підкладок додатково покривають прозору ділянку тонкоплівковими елементами з голографічними ефектами, що іноді по-різному виглядають спереду і ззаду. Прикладами цього є канадський долар серії 2011 і австралійський долар серії 2016 року.

Аналогічний ефект також може бути досягнутий для банкнот на основі бавовняних або інших натуральних волокон. Для цього в підкладці проробляються отвори зі заданим контуром і площею до 300 мм² і з обох сторін приклеюється тонкоплівковий елемент. Банкноти євро серії Europa (ES2) використовують цю високоякісну захисну функцію для номіналів від 20 євро. Цей елемент називається портретним вікном, воно прозоре під час погляду на світло, і з обох боків банкноти в ньому можна бачити портрет Європи, який також забезпечений голографічними елементами для захисту від копіювання.

Прозорі вікна
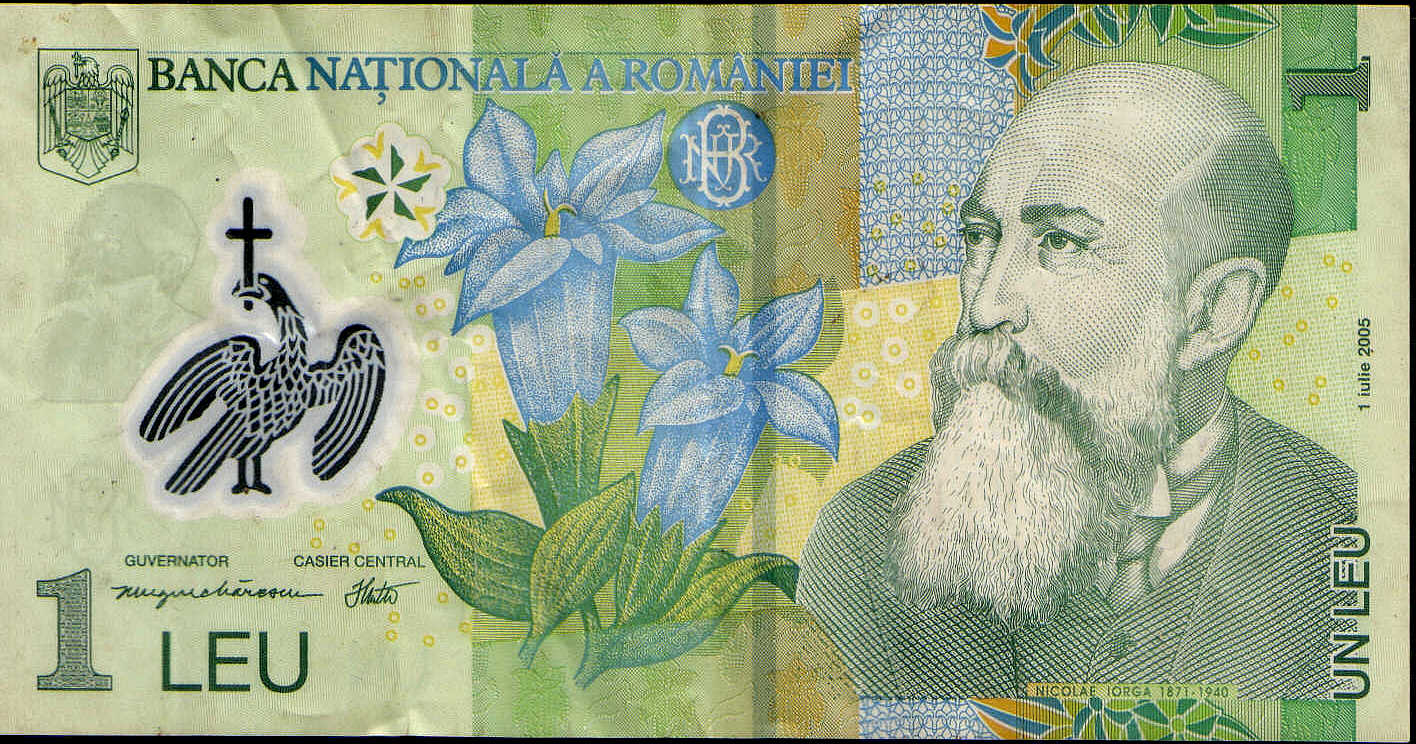
Лицьова сторона румунської банкноти 1 лей (серія 2005) з прозорим вікном (полімерна підкладка)
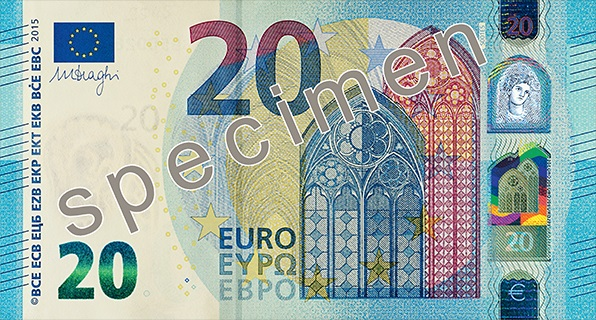
Лицьова сторона банкноти 20 євро (ES2) з голографічним плівковим елементом плівки над прозорим вікном (праворуч)
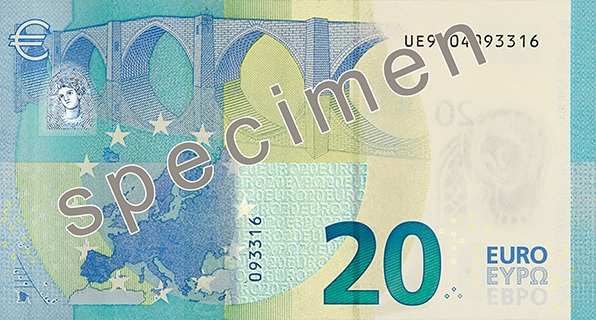
Тильна сторона банкноти 20 євро (ES2) з прозорою плівкою над прозорим вікном (зліва)

#### Мікротекст
Суміщувані зображення складаються зі зображень, що доповнюють одне одного або їх фрагментів спереду і ззаду, які утворюють загальну картину тільки за спостереження на просвіт. Прикладами можуть служити швейцарський хрест, буква D на останніх німецьких марках або число номіналу на банкнотах євро першої серії 2002 року. Суміщені зображення важко відтворити, тому що під час друку на обох сторонах необхідна щонайбільша точність. Перевага їх полягає в тому, що навіть незначні неточності фальшивомонетників легше розпізнати.

Суміщувані зображення
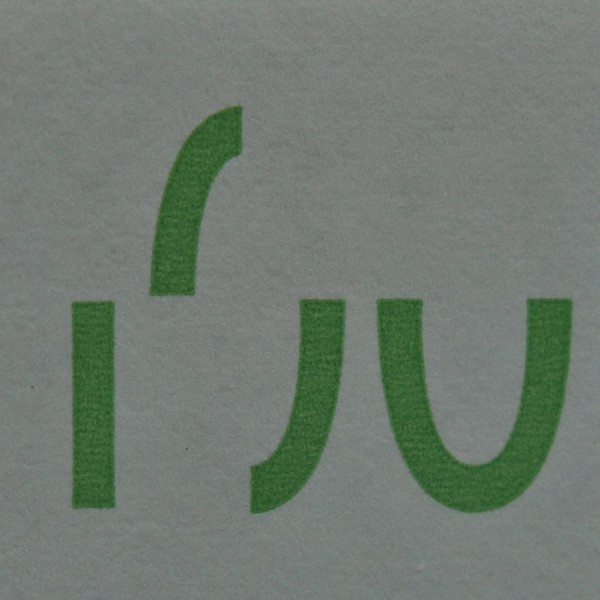
Суміщувані зображення банкноти 100 євро (ES1) (лицьова сторона)
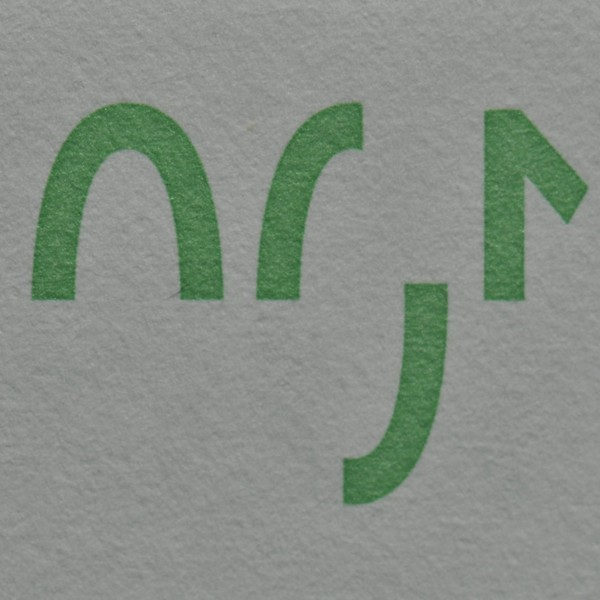
Суміщувані зображення банкноти 100 євро (ES1) (тильна сторона)
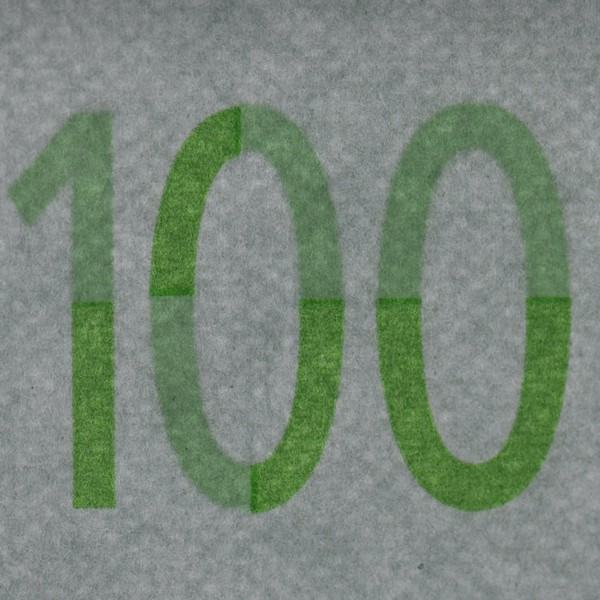
Суміщувані зображення банкноти 100 євро (ES1) (погляд на просвіт)
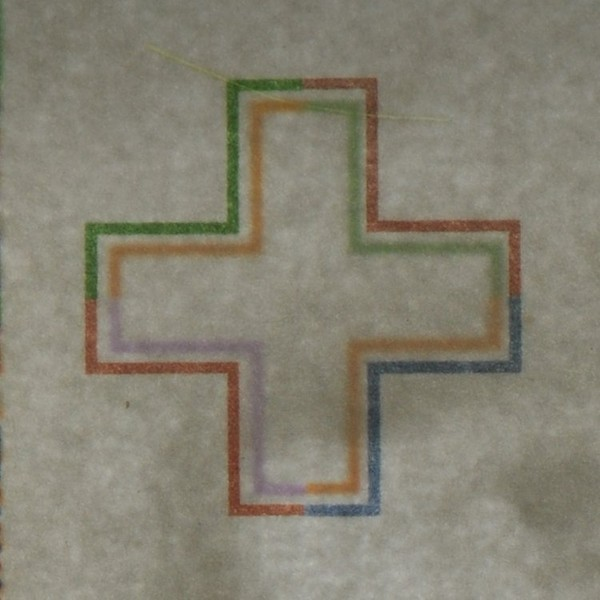
Суміщувані зображення банкноти 50 швейцарських франків (серія 8) (погляд на просвіт)

Різні візерунки або символи друкуються один над одним або поруч один з одним, тож разом вони утворюють впізнаване зображення. Навіть найменші неточності друку можуть бути розпізнані неозброєним оком, оскільки тоді зображення виглядає спотвореним.

#### Плівкові елементи
Шляхом вставлення або нанесення плівкових елементів досягається оптичне і важковідтворюване маркування поверхні. Кінеграми та голограми - це друковані візерунки, що включені в банкноту у вигляді металевих або пластикових плівок. Вони представляють зовнішній вигляд, що залежить від кута огляду, який імітує дво-тривимірні зображення чи рухомі зображення. У серії Europa банкноти номіналом 100 і 200 євро використовують «супутникову» голограму, яка переміщує маленькі символи € навколо номіналу під час нахилу . Плівкові елементи також можна сполучати з прозорим вікном.

Тривимірні ефекти, такі як опуклості або зсув об'єктів виконані за допомогою мікродзеркальної технології. Велика кількість крихітних дзеркал (близько 40000 на мм²) вирівняно та вибито в матеріалі, тож сума їх відображень призводить до того, що зображення динамічно переміщається, як тільки ви міняєте кут нахилу банкноти. Такі плівки виробляються G+D для захисної нитки RollingStar .

Плівкові елементи
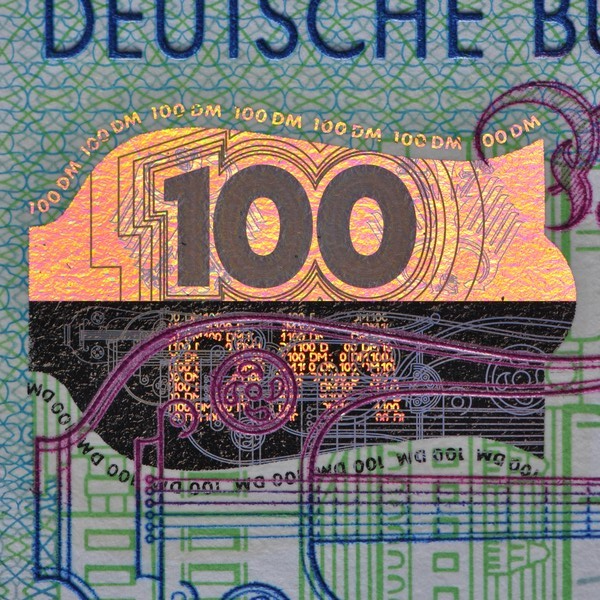
Кінеграма на банкноті 100 німецьких марок (BBk-IIIa)
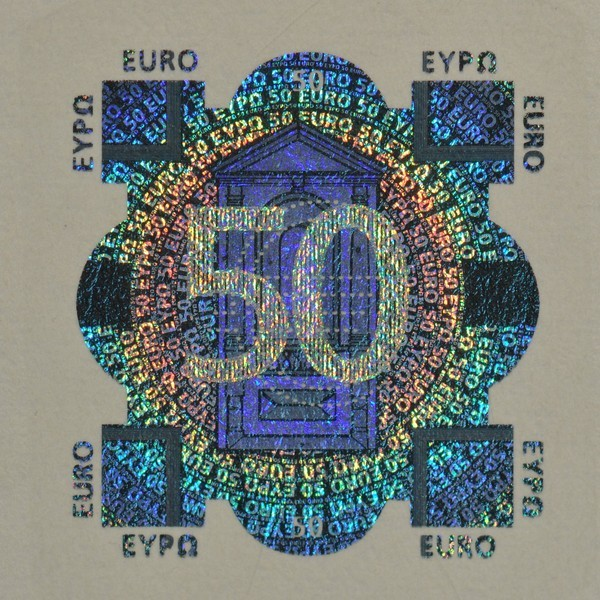
Плівковий елемент (голограма) на банкноті 50 євро (ES1)
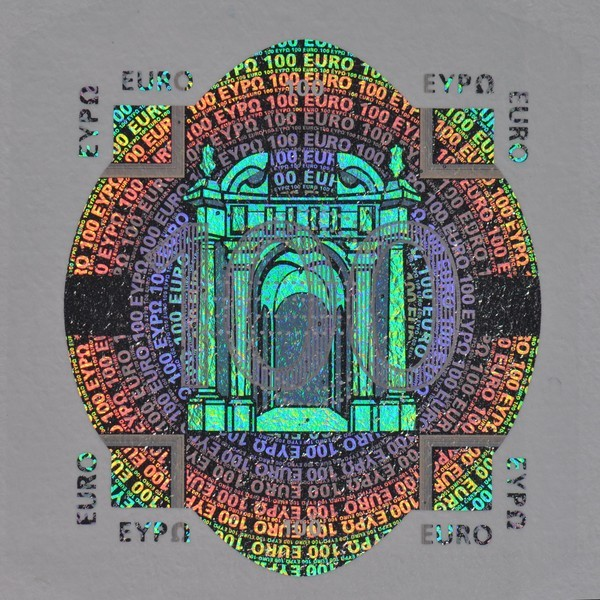
Плівковий елемент (голограма) на банкноті 100 євро (ES1)
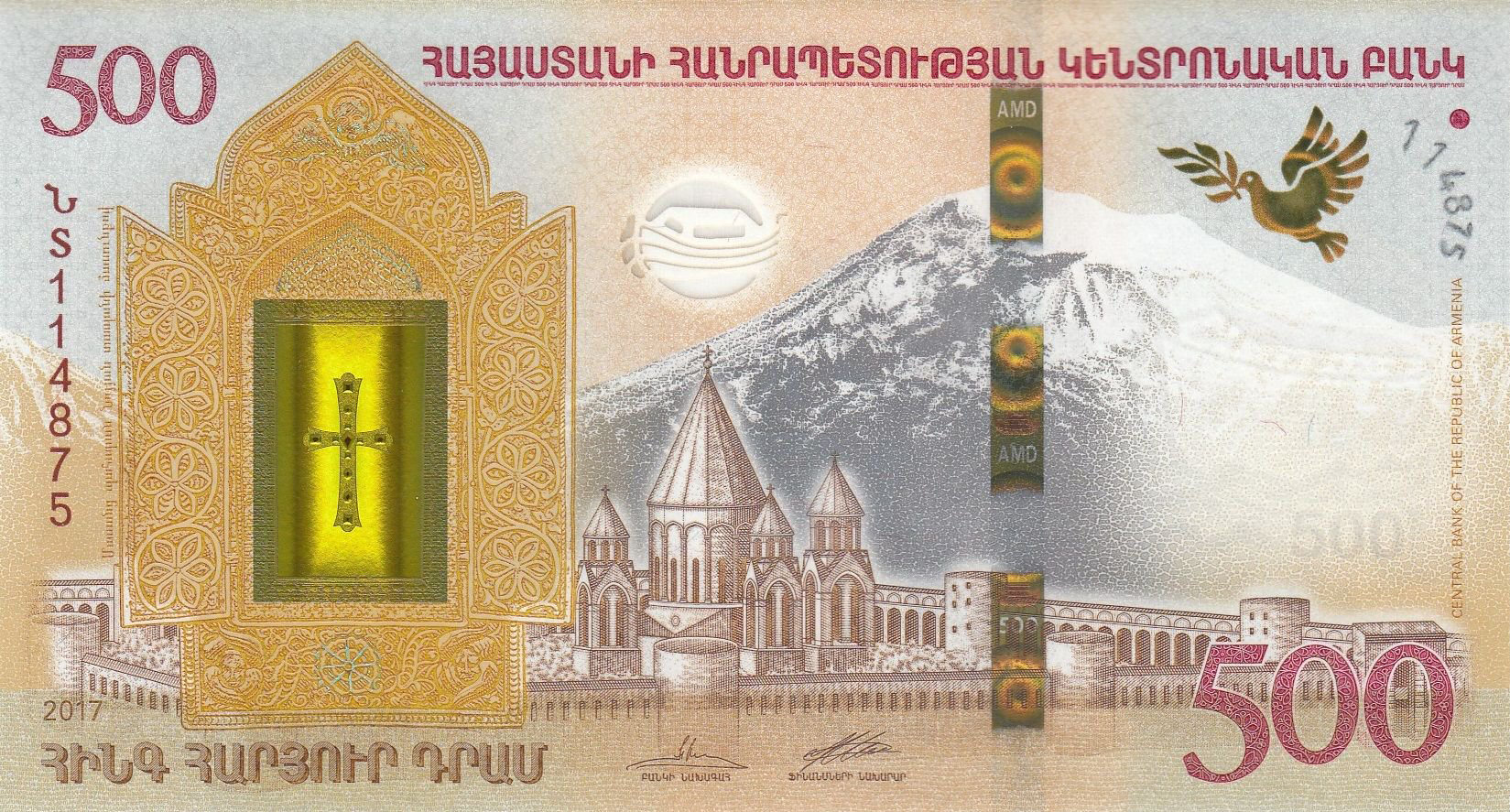
RollingStar-елемент на банкноті 500 вірменських драмів (2018)

#### Гільйош і орловський друк

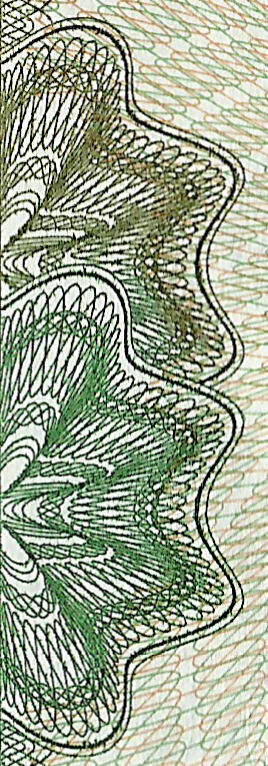
Гільйош на банкноті 5 німецьких марок

Візерунки з густою мережею з тонких вигнутих смуг називаються гільйош. Такі захисні елементи банкнот складаються з хвиль і петель, надрукованих різними кольорами один на одному. Щоб запобігти поділу смуг для підробок, вони часто друкуються в розмитих тонах.
За ірисового друку, виробленому спеціальними друкувальними машинами, на смугах зрізу різнокольорових гільйошей створюється плавний перехід від одного кольору до іншого. Цей ефект важко в точності відтворити за допомогою кольорових копіювальних апаратів.

#### Антикопіювальні сітки
Антикопіювальні сітки - це дуже тонке растрове зображення. Якщо роздільна здатність під час сканування надто низька, як у випадку з копірами, точні растрові елементи не можуть бути відтворені повністю. В підсумку елементи зображення губляться, іноді створюються муарові візерунки. Подібні властивості також створюються з використанням гільйошей і мікрошрифту. Зокрема, підроблені копії можна легко розпізнати за допомогою струменевих і лазерних принтерів, оскільки вони не можуть показувати такі високі роздільні здатності.

#### Захисні волокна
У банкнотний папір можуть додаватися різні захисні волокна. Такі волокна можуть бути видні неозброєним оком, або світитися різними кольорами під ультрафіолетовим випромінюванням.

#### Мікроперфорація

Маленькі отвори в банкноті номіналом 20 швейцарських франків (серія 8) дають число 20

Мікроперфорація, зроблена за технологією Microperf присутня на швейцарському франкові та румунському леї. Дрібні отвори пробиваються в підкладці або в плівковому елементі, без утворень «кратерів». Під час погляду на світло отвори зазвичай утворюють візерунок, наприклад, номінал швейцарського франка.

#### Кольорозмінна друкарська фарба
Багато банкнот мають написи мікротекстом, тобто дуже маленьким текстом. Ці букви важко побачити неозброєним оком. Вони включені в банкноти євро як елементів зображення. Мікротекст можна прочитати за допомогою збільшувального скла. Мікротексти можуть бути створені за допомогою спеціального CtP-устаткування або офсетних друкарських машин. Роздільна здатність зображення занадто низька для доступних в широкому продажі лазерних або струменевих принтерів, і тому цей захисний елемент складно відтворити. Мікродрук на лицьовій стороні банкнот німецьких марок (BBk-III / IIIa) становить всього ¼ мм у висоту.

Збільшені зображення мікротексту
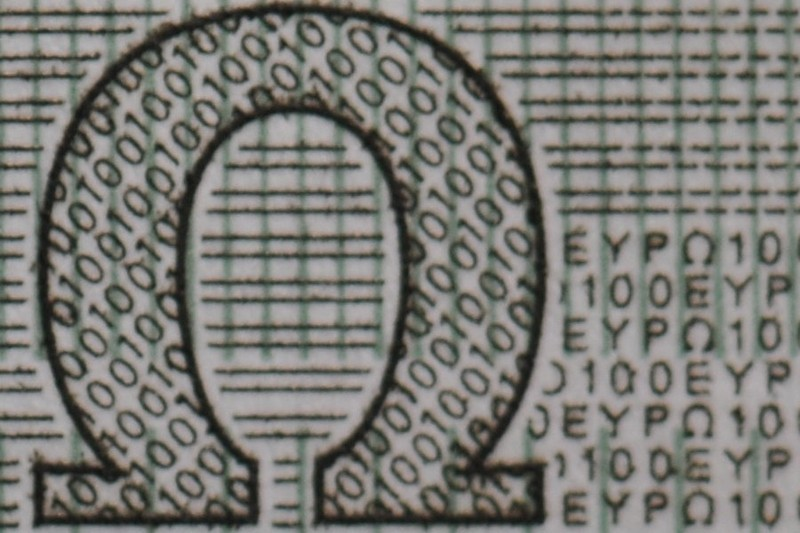
Банкнота 100 євро (ES1) (лицьова сторона, нижня ліва частина)
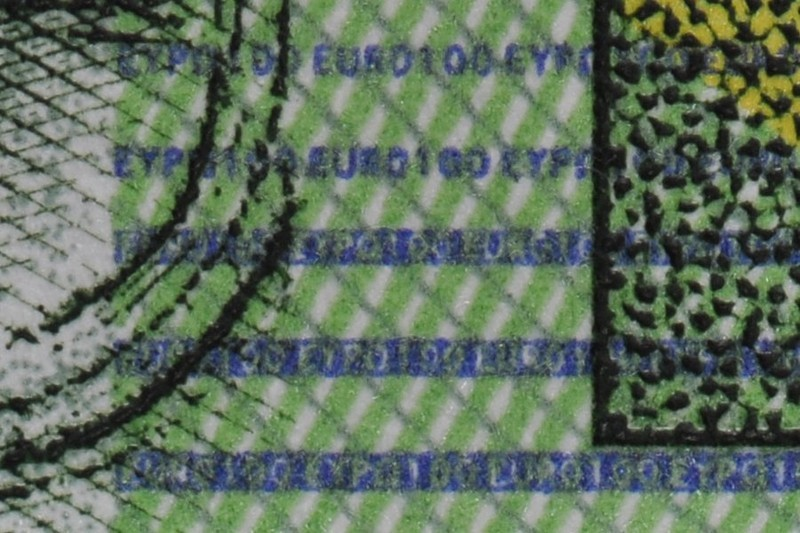
Банкнота 100 євро (ES1) (лицьова сторона, біля цифри номіналу)
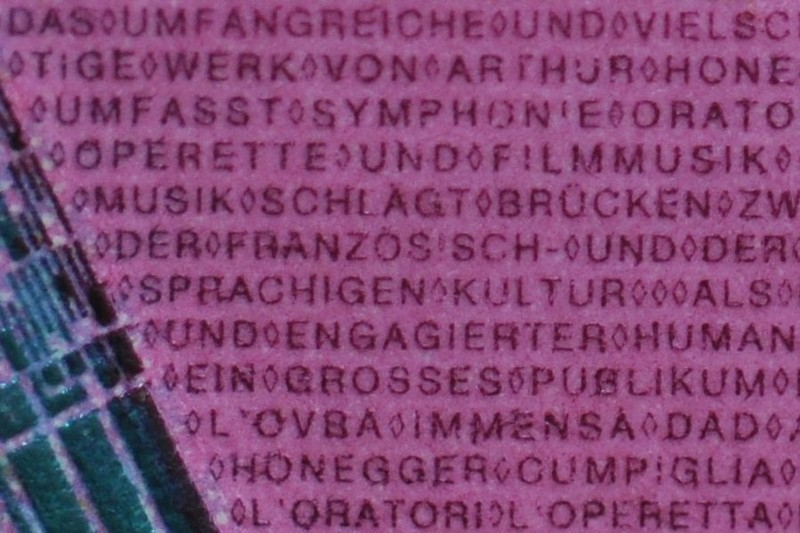
Банкнота 20 швейцарських франків (серія 8) (лицьова сторона)
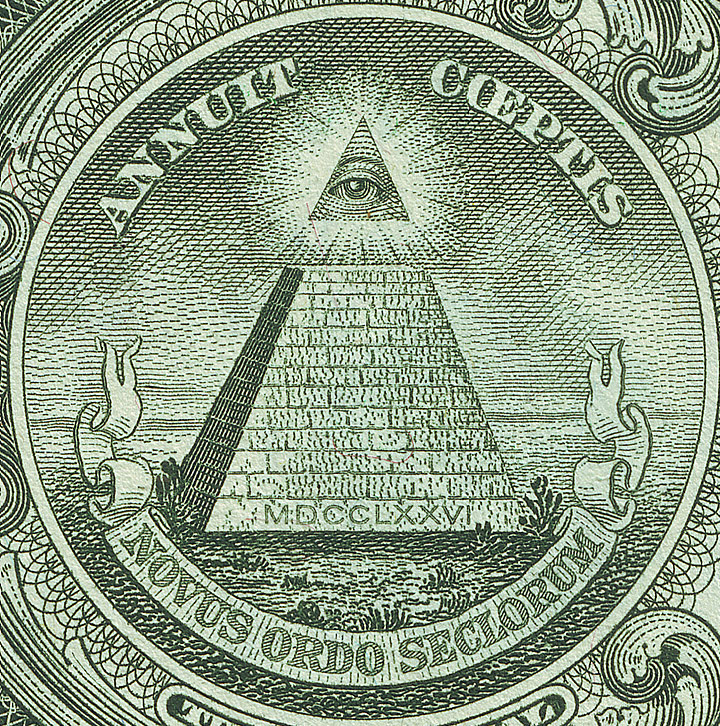
1-доларова банкнота з мікрошрифтом і гільйошем у піраміді

#### Захисна нитка
Завдяки кольорозмінній типографській фарбі (скорочено OVI), колір зображення змінюється в залежності від кута огляду. Ефект досягається завдяки заломленню світла. В останній серії німецьких марок нижня частина великого числа номіналу була надрукована на лицьовій стороні банкнот 500 і 1000 за допомогою оптично змінної друкарської фарби. Цей захисний елемент також використовується на чотирьох найбільших банкнотах євро (серія ES1) на зворотному боці. Там номінал на білому тлі змінюється від фіолетового до оливково-коричневого.

У серії Europa (ES2) захисний елемент OVI використовується в додатково розробленому смарагдовому числі, що відбиває значення номіналу на лицьовій стороні. Коли банкнота нахилена, світла смуга переміщається вгору і вниз, а колір змінюється зі смарагдово-зеленого на темно-синій в залежності від кута зору. На смарагдовому числі банкнот номіналом 100 і 200 євро також є символи €.

OVI-эфекти
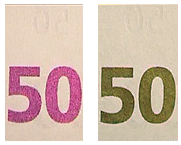
OVI-ефект на банкноті 50 євро (ES1)
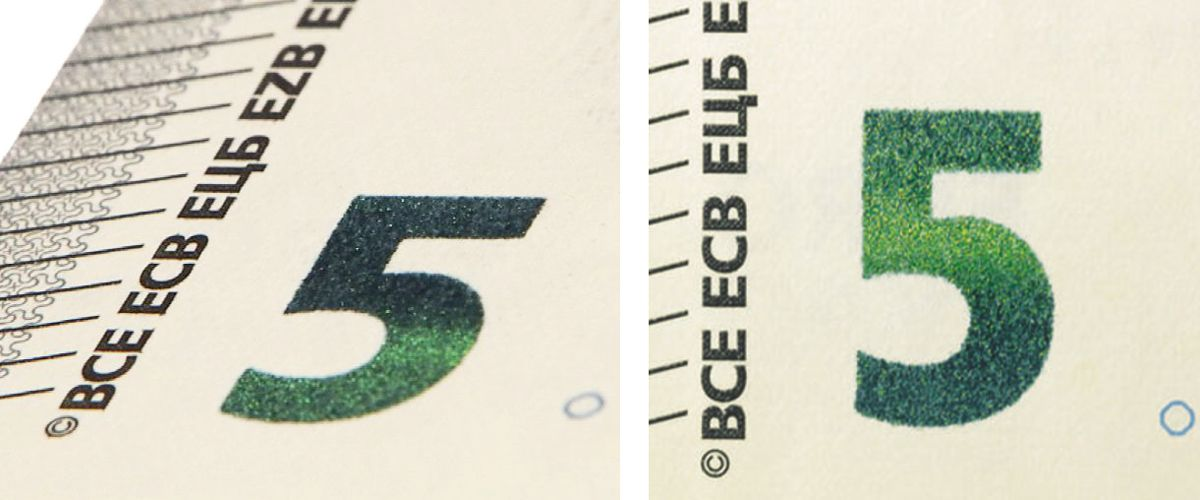
Смарагдове число на банкноті 5 євро (ES2)

#### Перламутрові смуги
Перламутрові смуги друкуються прозорим лаком (Iriodin), і вони, як і кольорозмінні друкарські фарби, змінюють свій колір під час нахилу банкноти. У першій серії банкнот євро (ES1) цей елемент використовувався в невеликих номіналах (до 20 €), а в серії Europa (ES2) - для всіх. Коли банкнота нахилена, перламутрова смуга стає блискучою золотою або невидимою (з символом € і номіналом).

Перламутрові смуги
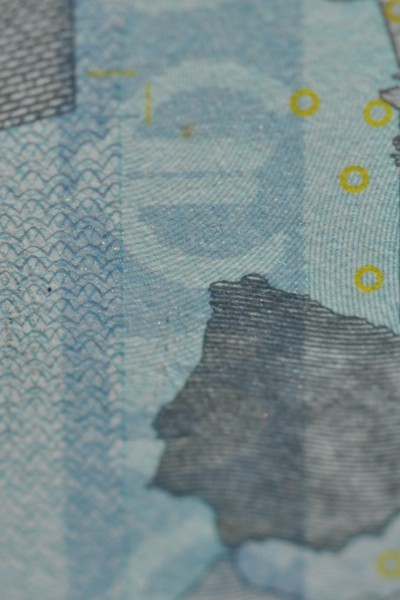
Перламутрові смуги на банкноті 5 євро (ES1) (срібло)
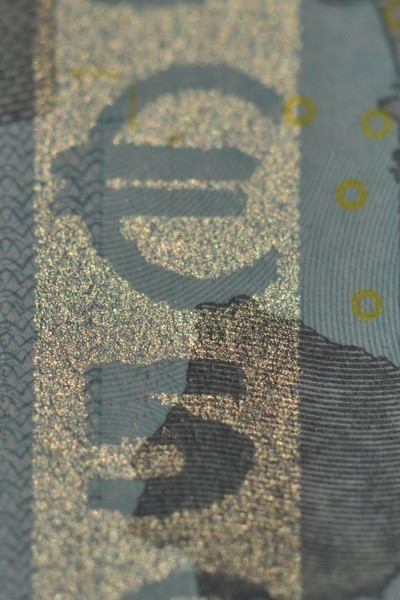
Перламутрові смуги на банкноті 5 євро (ES1) (золото)

Захисна нитка - це смуга з металічним блиском зазвичай шириною 1-2 мм, що знаходиться всередині паперу, бо вгортовується в паперову масу вже під час виготовлення підкладки. Вдосконаленим варіантом є упірнювальна захисна нитка віконного типу, яка виходить на поверхню паперу через рівні проміжки, завдяки зменшенню товщини паперу. Крім того, нитка також може бути забезпечена відбитком, лазерним маркуванням або іншими видимими або невидимими властивостями.
Нитка Motion, вироблена американською Crane Currency, має ширину близько 5 мм і була вперше використана у 2006 році на банкноті 100 шведських крон, а з 2009 року вона з'явилася на банкноті 100 доларів США. Існує безліч подальших розробок таких захисних ниток з колірними градієнтами та іншими оптичними ефектами, які залежать від кута огляду. Ефект тривимірного руху створюється з використанням лентикулярної технології, що також можливо і з плівковими елементами.

Захисні нитки не можуть бути відтворені фальшивомонетниками за допомогою технології друку або за допомогою фотокопіювання. Тому на підроблених грошах вони зазвичай лише імітуються. У деяких країнах існує звичка рвати банкноту біля захисної нитки, щоб перевірити, чи є вона там.

Захисні нитки
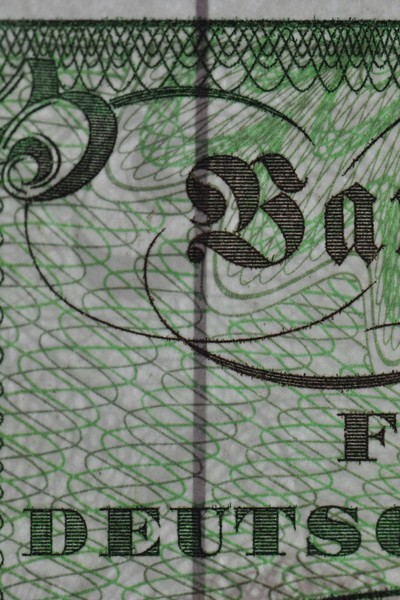
Захисна нитка банкноти 5 німецьких марок (дуже вузька і без маркування)
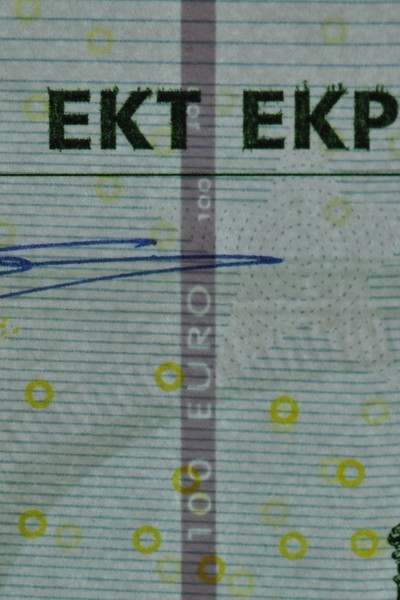
Захисна нитка банкноти 100 євро (ES1) (видно тільки на просвіті)
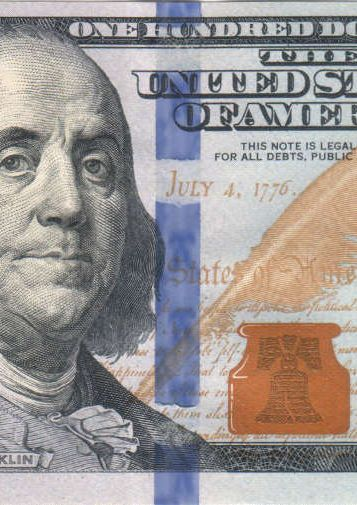
Віконна захисна нитка Motion банкноти номіналом 100 доларів США (серія 2009 року)
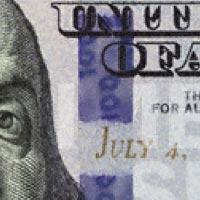
100 доларів США зі збільшеною ниткою Motion (ефект тривимірного нахилу)
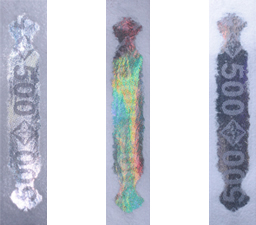
Захисна нитка банкноти номіналом 500 рублів (серія 2010 року) з ефектом голограми

#### Спеціальні кольори
Іноді для друку використовуються спеціальні кольори, які знаходяться за межами колірного простору принтера CMYK і тому не можуть бути відтворені в повній відповідності. Оскільки кольори лежать поза колірним простором RGB, вони неправильно зчитуються сканером, тож підробки та реальні банкноти можуть бути чітко помітні візуально.

### Дифракційний оптичний елемент
Серійний номер є характерним елементом всіх банкнот. Він має основну мету контролювати кількість виготовлених банкнот і чітко ідентифікувати кожну банкноту, що надійшла в обіг, в рамках серії та номіналу. Як правило, він складається з декількох букв і безлічі цифр, щоб забезпечити мільярдний діапазон значень. Крім того, серійний номер може містити контрольне число. Контрольне число в першу чергу використовується для виявлення помилок під час машинного читання серійного номера. У деяких випадках записані серійні номери можуть допомогти розкрити злочин .
Серійний номер часто друкується машинозчитуваним шрифтом OCR-B і постійним розміром символу (наприклад на банкнотах євро). Однак для деяких валют в серійному номері використовуються різні розміри символів. За допомогою лазерного гравіювання можна наносити символи будь-якого розміру й орієнтації. У 1980-х роках голландський гульден був надрукований зі штрих-кодом в якості серійного номера для машинного зчитування.
Більшість валют мають однаковий серійний номер, надрукований на лівій і правій половині банкноти. Це використовується для ідентифікації маніпульованих банкнот, які складаються з різних частин. Як правило, банкнота є справжньою і підлягає викупу тільки в тому випадку, якщо вона складається не менше ніж з 50% одного фрагмента. З причин браку місця другий серійний номер для банкнот євро серії Europa був повернутий на 90 ° і скорочений до останніх шести символів.

Як елемент захисту серійний номер підходить тільки в обмеженій мірі й корисний лише для виявлення простих підробок, виготовлених методом копіювання, коли кілька підроблених банкнот мають ідентичні серійні номери. Професійні підробки використовують змінні серійні номери з правильним контрольним числом.

Серійні номери банкнот
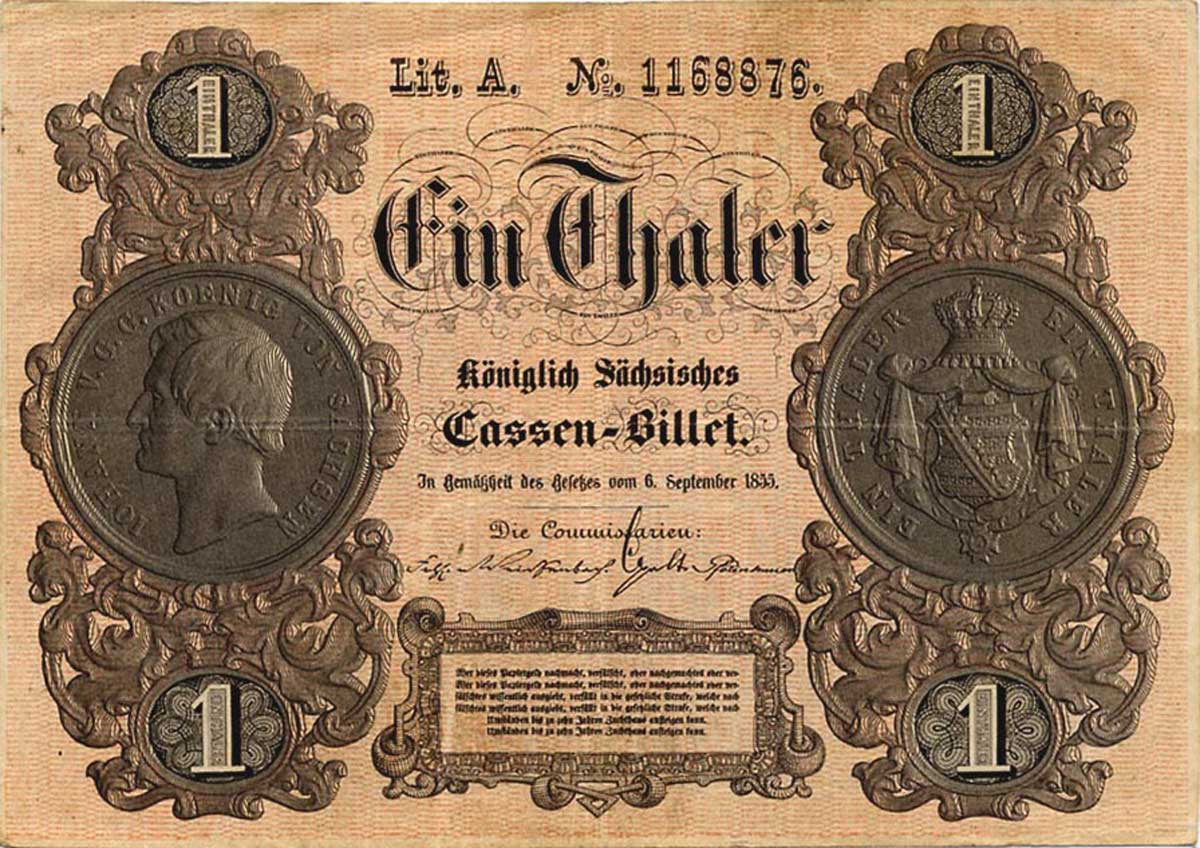
Саксонський талер (1855) з послідовною нумерацією
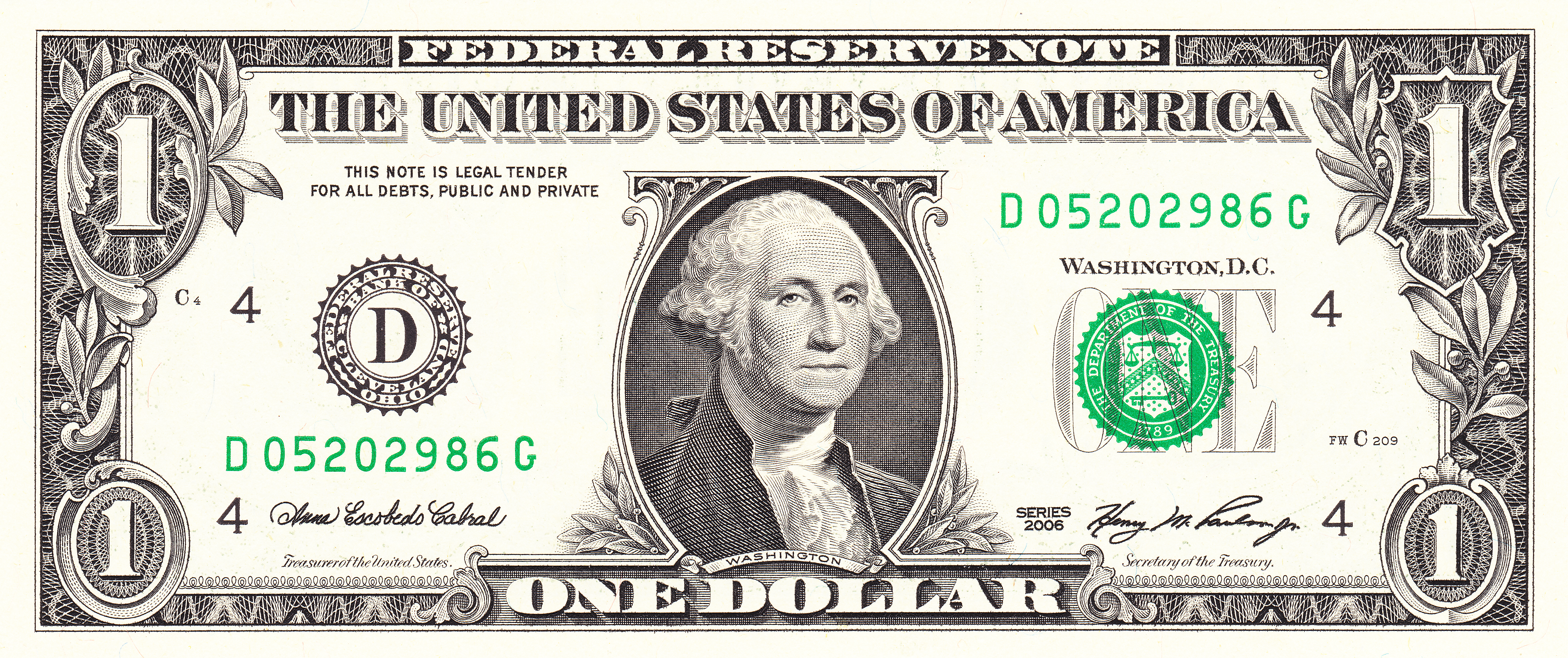
Долар США (серія 2003 року) з серійним номером, надрукованим зеленим кольором
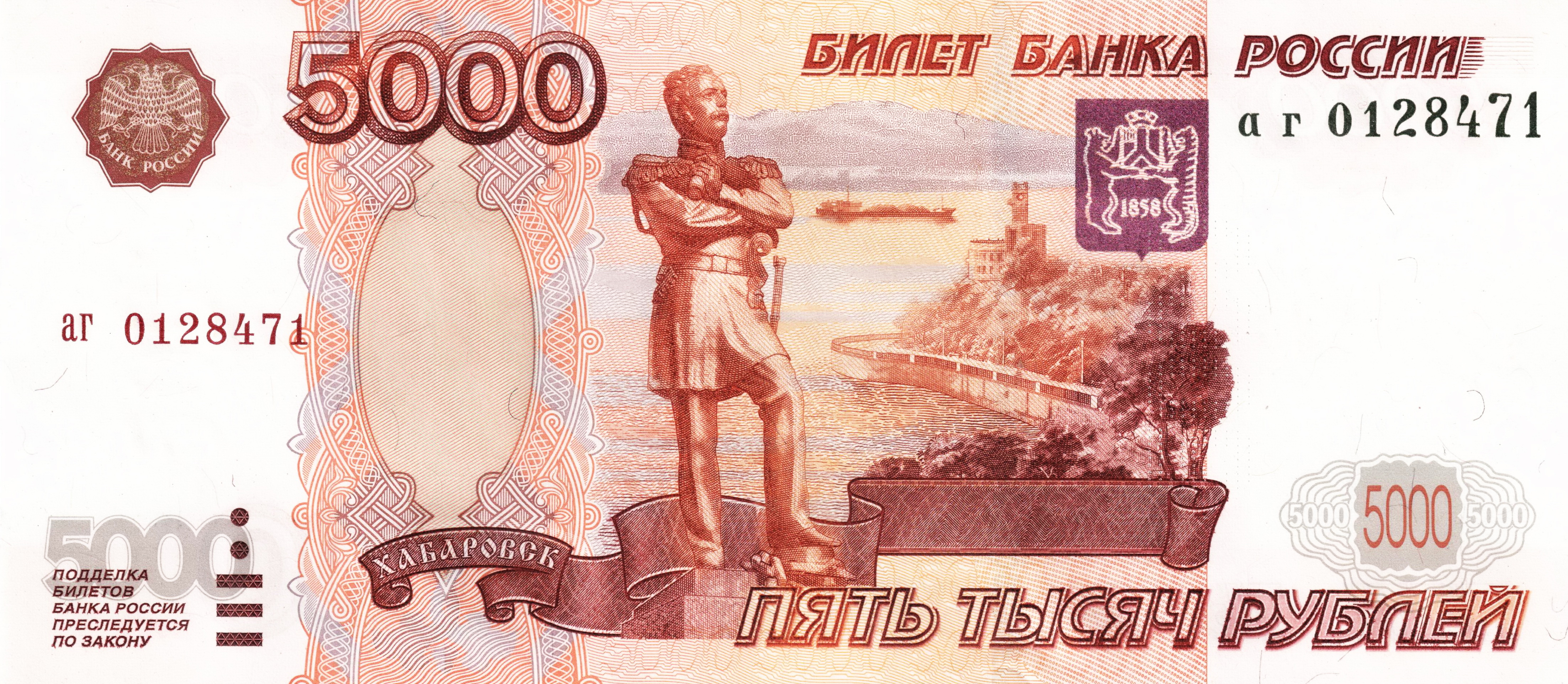
5000 російських рублів (2006) зі змінним розміром символів номера (праворуч)
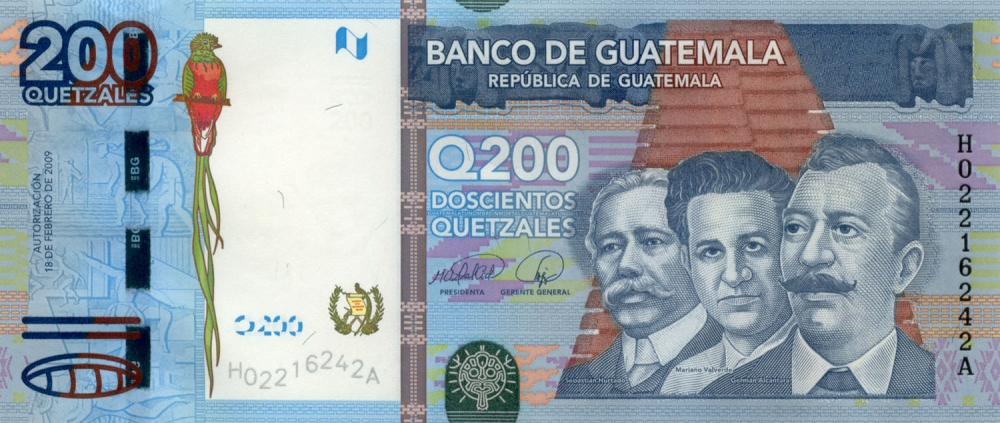
200 гватемалських кетсалей з серійним номером, нанесеним лазером (на білому тлі)
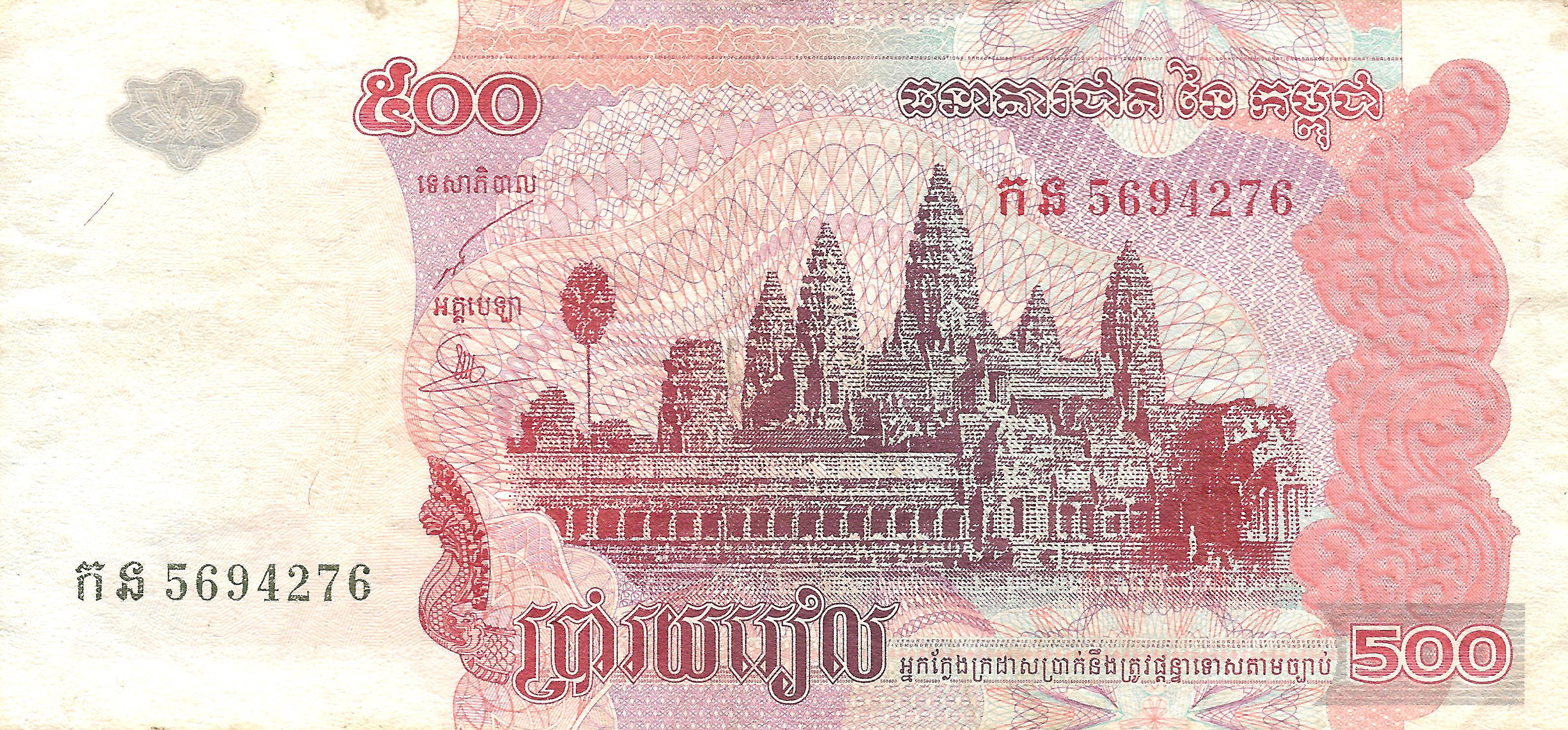
В'єтнамський донг (серія 2004) з двома серійними номерами

## Елементи захисту, які розпізнаються за допомогою простих засобів

### Маркер-детектор
За допомогою спеціального маркера-детектора можна швидко визначити справжність паперової підкладки. У той час як мітка маркера на справжній банкноті майже не видна, на підробці вона одразу стає чорною. Цей метод не дуже надійний - наприклад, на газетному папері колір також майже не проявляється.

### Метамерні фарби
Використовуючи метамерні фарби, друкуються візуально однакові колірні тони, які відповідають одному і тому ж місцю в колірному просторі CMYK.

Однак через невидимі домішки колірні пари можна розрізняти з використанням оптичного устаткування (наприклад, в інфрачервоному діапазоні). Вони також можуть бути машинозчитуваним елементом. Наприклад, відтінки сірого кольору можуть бути надруковані чорною фарбою і без неї. Чорний компонент у фарбі елемента робить його видимим в інфрачервоному світлі, тоді як змішані кольорові смуги стають невидимими.

Вигляд банкноти 50 євро (ES1) в інфрачервоному світлі за допомогою інфрачервоного фільтра
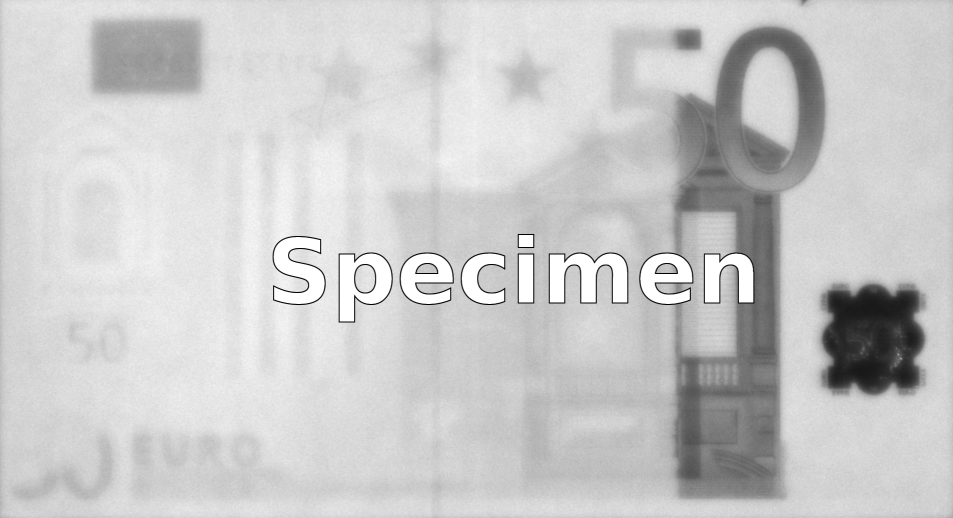
Лицьова сторона за 700 нм: частково зниклі кольори, які виглядають однаково в колірному просторі CMYK.
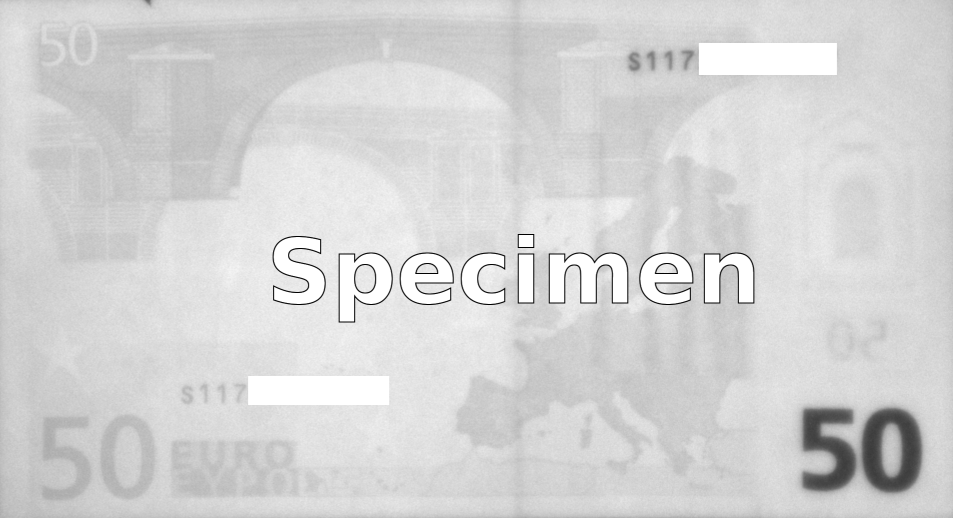
Тильна сторона за 700 нм: серійний номер зникає в лівому нижньому кутку, але не в верхньому правому.
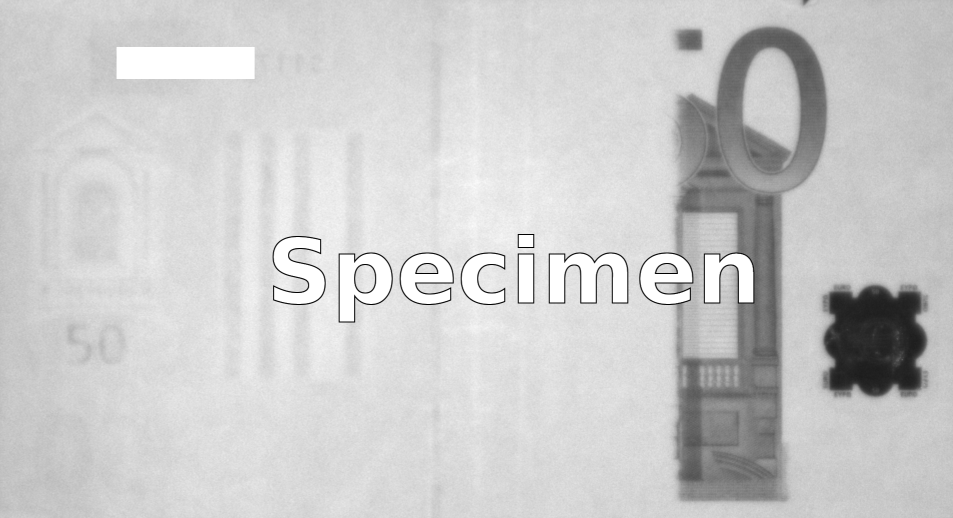
Лицьова сторона за 1000 нм: більшість квітів зникло (європейський прапор угорі ліворуч), тож структура паперу добре видна. Водяні знаки (зліва) добре видно.
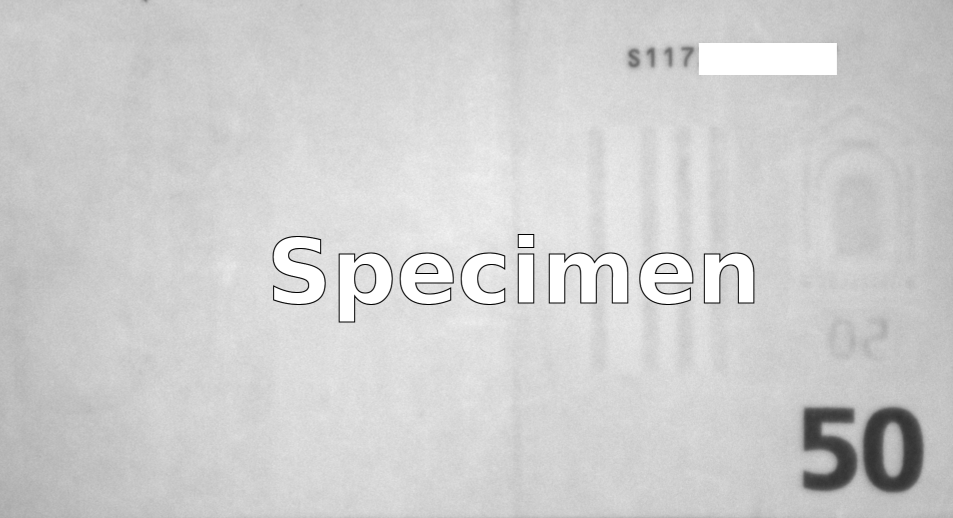
Тильна сторона за 1000 нм: за винятком номіналу 50 в нижньому правому куті й серійного номера в верхньому правому куті, всі кольори зникли. Водяні знаки добре видно.

### Флуоресцентні кольори
В основному, підкладки для банкнот виробляються без оптичних відбілювачів, на відміну від більшості типів паперу. Отже, підкладка є ультрафіолето-матовою і не реагує на ультрафіолетове освітлення. Однак після ненавмисного прання з мийним засобом, що містить освітлювачі, банкнота може флуоресцувати й, отже, неправильно вказувати на підробку під час  перевірки ультрафіолетовими детекторами, часто використовуваними в магазинах.

Також використовується друкарська фарба, що містить флуоресцентні пігменти. У короткохвильовому ультрафіолетовому світлі, в залежності від вибору пігменту, люмінесценція випромінює кольори в спектрі видимого світла. При цьому використовується довжина хвилі збудження може давати різні результати для флуоресцентного кольору. Флуоресценція також можлива під час освітлення (монохроматичним) світлом у видимому діапазоні та до інфрачервоного. Для того щоб це побачити можуть бути використані спеціальні пристрої. Наприклад, метиленовий синій дає інфрачервону флуоресценцію.

Флуоресценція банкноти 50 євро (ES1) під час ультрафіолетового освітлення
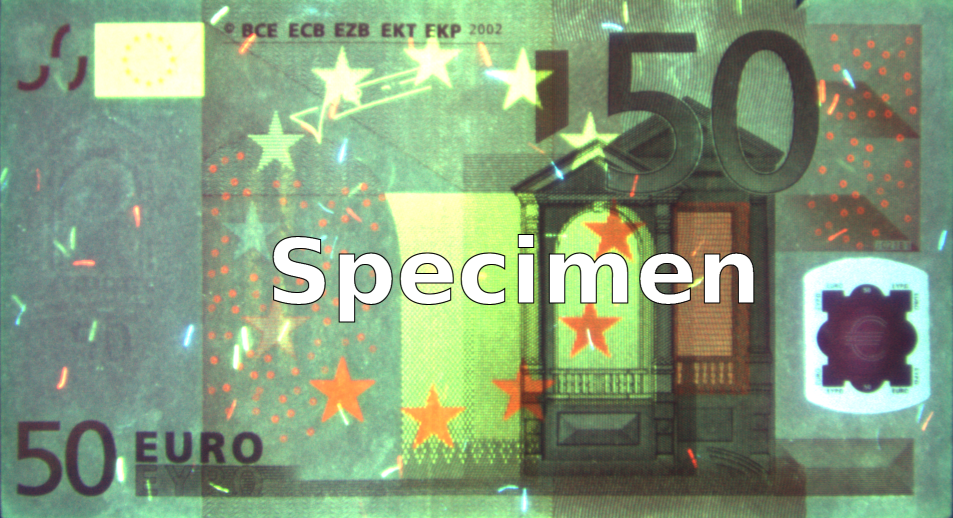
Лицьова сторона за 350 нм: світна плівка кінеграми знизу праворуч; волокна добре видно
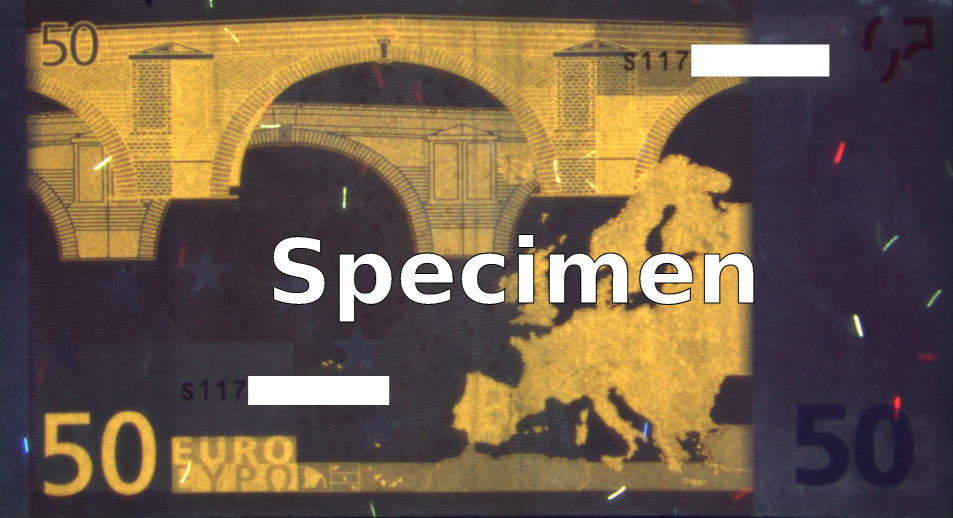
Тильна сторона за 350 нм: волокна добре видно
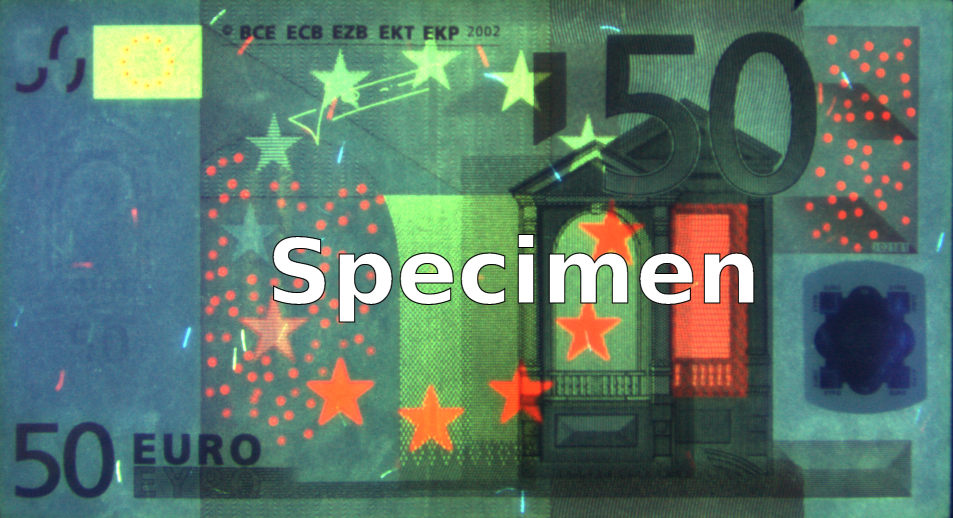
Лицьова сторона за 254 нм: плівка кінеграми знизу праворуч більше не світиться; зірки європейського прапора і кружки EURion виглядають червоними.
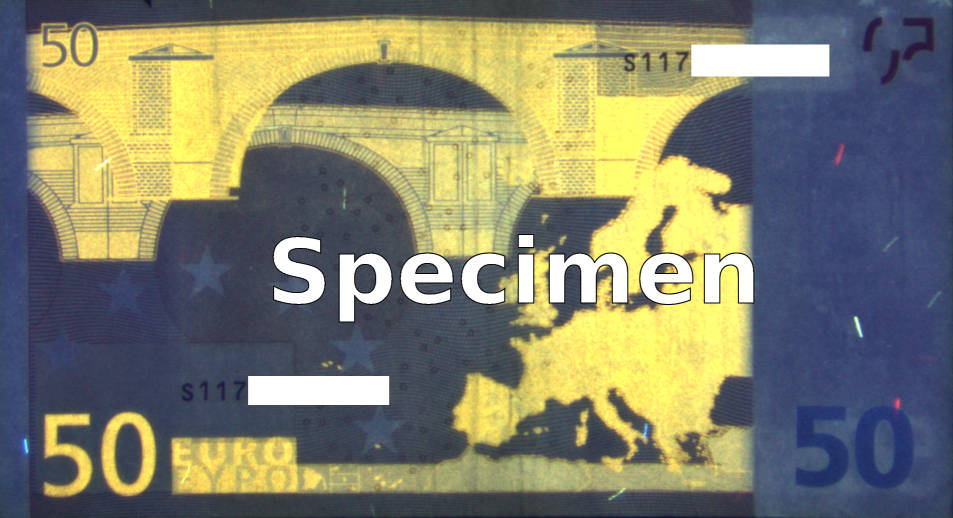
Тильна сторона за 250 нм

### Гурт
На прозорому вікні підкладки гравіюється дифракційний оптичний елемент (DOE). Він заснований на принципі дифракційної решітки та може бути зроблений видимим за допомогою лазерної указки шляхом проєкції на площину. Спочатку він був розроблений в якості заміни водяного знака для полімерних банкнот, але виявився складним для практичного використання.

## Машиночитні елементи
Машиночитні елементи захисту для комерційного використання (так званий Рівень 2) служать для перевірки справжності банкнот в банкоматах, квиткових автоматах і торгових автоматах. Відповідно до вимог Європейського центрального банку, пристрої, що використовуються для цієї мети, повинні відповідати мінімальним вимогам щодо їх продуктивності для виявлення підроблених грошей .
Центральні банки додатково використовують таємні машиночитні елементи захисту з найвищими вимогами (так званий Рівень 3), щоб забезпечити цілісність грошового циклу і гарантувати повернення справжніх банкнот в обіг або знищення їх контрольованим чином, якщо їх придатність для звернення більше не є достатньою через забруднення і зношення.

### Інфрачервоні властивості друкарської фарби
Використовується друкарська фарба, яку видно лише під інфрачервоним випромінюванням для пристроїв з відповідними датчиками. Майже всі банкноти оснащені цим захисним елементом.

### Фосфоресцентний колір
Кольорові пігменти, які збуджуються ультрафіолетовим випромінюванням на дуже короткий час (зазвичай менш як 5 мс), за яке вони мають фосфоресцентне післясвітіння. Для перевірки необхідні спеціальні світлочутливі датчики.

### M-Feature
Склад M-Feature відомий тільки Європейському центральному банку і, на його думку, є надійним засобом, щоб відрізнити підробки від справжніх банкнот. Залежно від структури колообігу готівки (і номіналу банкнот) національні банки країн Єврозони перевіряють справжність і стан банкнот кожні декілька місяців (наприклад, Німецький федеральний банк) або рідше ніж раз на рік (наприклад, Банк Іспанії, Банк Італії).

### Магнітні елементи
Друкарська фарба банкнот долара США і багатьох інших серій банкнот містить магнітні пігменти, які можна виявити за допомогою відповідних датчиків. Для деяких банкнот маркується магнітно-пігментованою друкарською фарбою тільки серійний номер. Магнітні пігменти схожі на покриття магнітних стрічок.

### Електропровідність
Деякі елементи банкнот, такі як захисна нитка, можуть бути електропровідними. Друковані фарби та плівкові елементи також можуть бути зроблені провідними, завдяки використанню спеціальних частинок.

### Захист від копіювання
Сканери та копіювальні апарати можуть розпізнавати банкноти завдяки стандартизованому сполученню маленьких кіл, відомому як сузір'я Евріона або «кільця Омрона». Виявивши їх, ряд моделей принтерів відмовиться відтворити зображення. Ця технологія зараз широко поширена в усьому світі. В якості альтернативи може бути використаний цифровий водяний знак.

Банкноти з «кільцями Омрона»
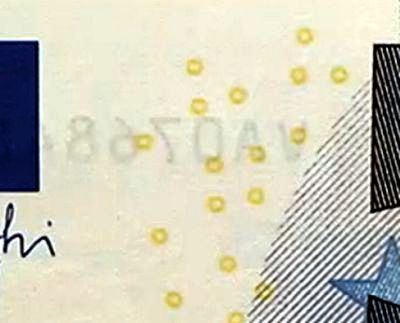
Лицьова сторона (фрагмент) банкноти номіналом 5 євро (ES2) з «кільцями Омрона»
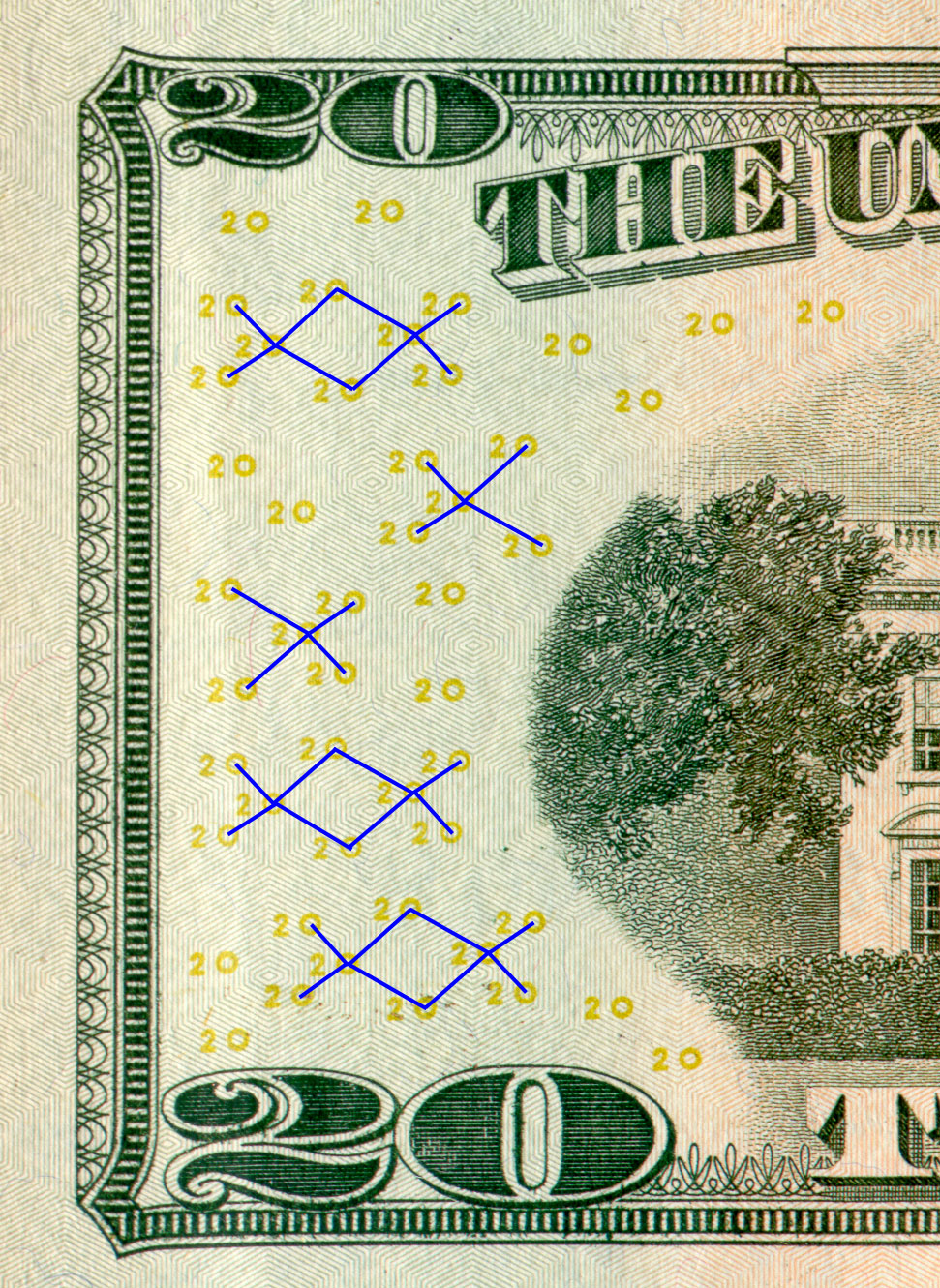
Лицьова сторона (фрагмент) банкноти 20 доларів з маркованими «кільцями Омрона» (як частина числа 20)
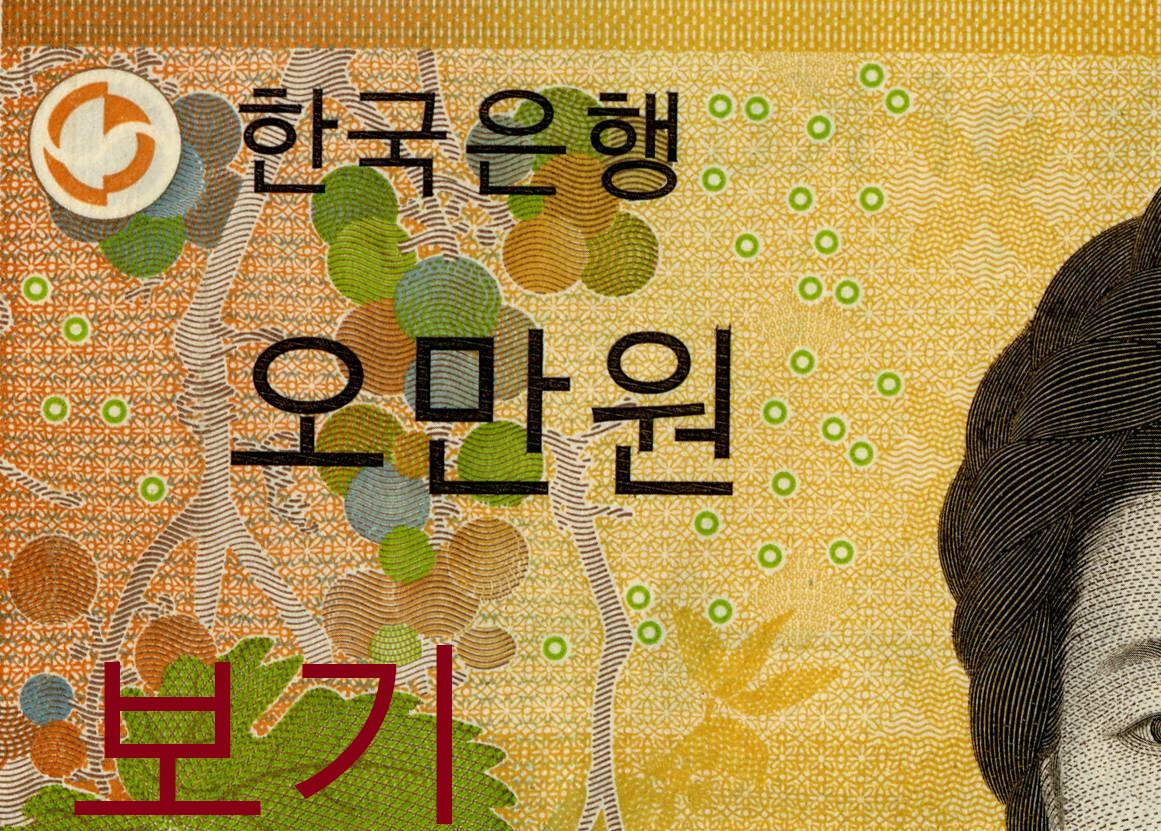
Лицьова сторона (фрагмент) корейської банкноти 50000 вон з «кільцями Омрона»

## Захист монет від підроблення

### Біметалічна конструкція монети
Одною із захисних ознак є спеціальна біметалічна конструкція монети, коли центральний кружок складається зі сплаву одного кольору, а навколишній його сплав іншого кольору. Таку конструкцію мають монети 1 і 2 €. Біметалічні монети, як правило, мають і інший елемент захисту - елементи зображення, що переходять з одного сплаву на інший .
Оформлення гурту монети виділяється в окрему категорію захисних елементів. Варіанти оформлення гурта можуть бути наступними: гладкий гурт, рідкісне і велике рифлення, часте і тонке рифлення, вдавлені написи або малюнки. Для забезпечення посиленого захисту застосовують тонке рифлення в поєднанні з втиснутим написом.